# Cartorhynchus
Cartorhynchus (nghĩa đen là "mõm tẹt") là một chi bò sát biển dạng thằn lằn cá sơ kỳ đã tuyệt chủng, từng sinh sống vào thế Trias sớm, khoảng 248 triệu năm trước. Chi chỉ bao gồm một loài duy nhất, Cartorhynchus lenticarpus, được đặt tên vào năm 2014 bởi Ryosuke Motani và cộng sự dựa trên một khung xương gần hoàn chỉnh tìm thấy gần Sào Hồ, An Huy, Trung Quốc. Cùng với họ hàng Sclerocormus, Cartorhynchus là một phần của sự kiện bùng nổ các dạng sống bất chợt (diễn ra hơn 1 triệu năm) phía trên tầng Spathia, về mặt niên đại tức là ngay sau sự kiện tuyệt chủng Permi – Tam Điệp, song các hoạt động núi lửa và sự biến thiên mực nước biển vào thế Trias giữa đã đẩy chúng đến bờ vực tuyệt chủng.
Với chiều dài 40 xentimét (16 in), Cartorhynchus là một sinh vật nhỏ với thân hình ngắn giống thằn lằn. Chúng có lẽ bơi chậm giống lươn bằng các chi vận động có sụn. Đặc điểm độc đáo nhất của Cartorhynchus là cái mõm tẹt của chúng và những hàng răng có dạng giống răng hàm bên trong bề mặt xương hàm. Những cái răng này ban đầu không lộ rõ mà phải dùng tới quét CT mới thấy. Cartorhynchus có lẽ là loài ăn hút và săn những con mồi nhỏ có vỏ ngoài cứng, song cách mà chúng dùng những cái răng hướng trong thế nào thì hiện vẫn chưa rõ. Ngoài ra, Cartorhynchus là một trong năm chi dạng thằn lằn cá tiến hóa răng hàm một cách biệt lập.

## Khám phá và đặt tên

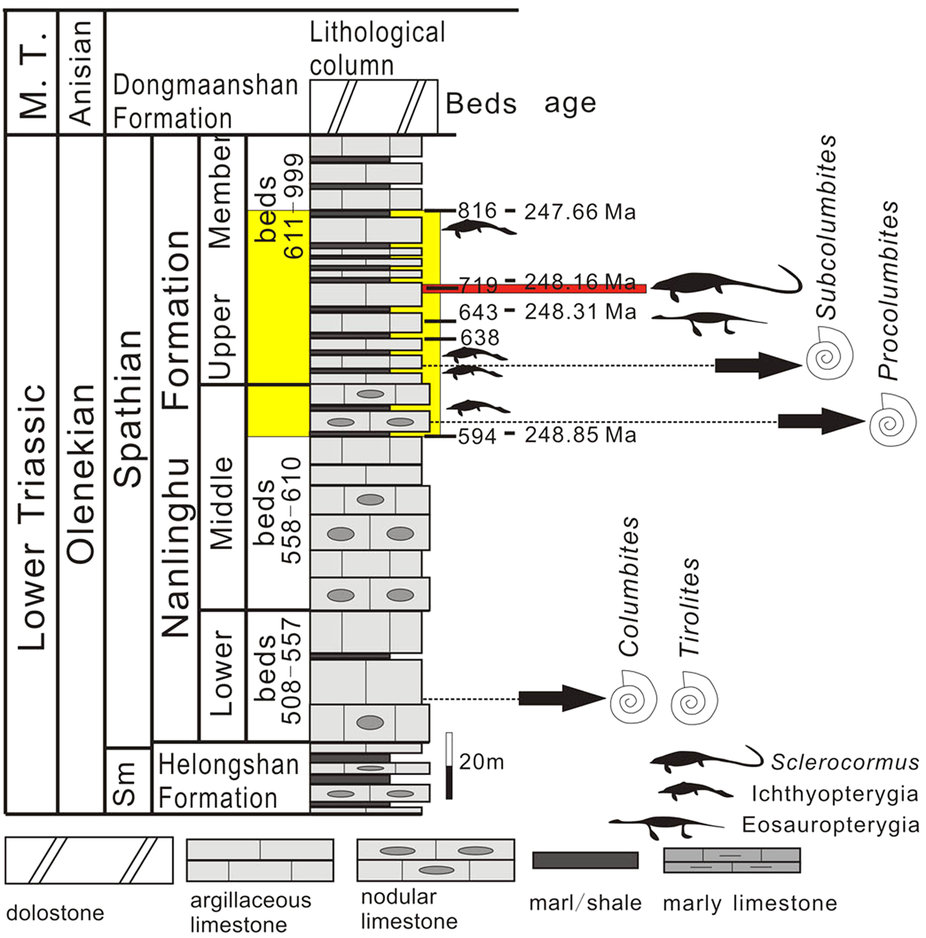
Sơ đồ địa tầng của Thành hệ Nanlinghu bên trong Mỏ đá Majiashan (địa bàn gốc của Sclerocormus được đánh dấu đỏ)

Năm 2011, mẫu vật duy nhất của Cartorhynchus được phát hiện tại Thềm 633 của địa tầng thứ hai tại Mỏ đá Majiashan gần Sào Hồ, An Huy, Trung Quốc; địa tầng đá ở mỏ này thuộc về Khu vực Thượng của Thành hệ Nanlinghu. Nó bao gồm một khung xương gần hoàn chỉnh, thất lạc phần lớn xương đuôi và một vài xương phía sau sọ bên trái. Xác của mẫu này bảo toàn phần thân phải bị lấp dưới lớp bồi tụ, chỉ để lộ phần thân trái cho các yếu tố môi trường làm dần dà mai một. Mẫu vật được gán số điền dã là MT-II và mã hiệu chính thức là AGB 6257 tại Bảo tàng Địa chất An Huy.

## Mô tả

So sánh kích thước trung bình của chi Cartorhynchus với con người

Vào thời điểm được phát hiện, Cartorhynchus là thành viên nhỏ nhất được biết đến trong bộ Ichthyosauriformes. Mẫu vật được bảo quản có chiều dài 21,4 xentimét (8 in); giả thiết cơ thể chúng có tỷ lệ giống như họ hàng, Motani và cộng sự (2014) ước tính chiều dài toàn thân của chi này là 40 xentimét (1 ft 4 in) và trọng lượng vào khoảng 2 kilôgam (4,4 lb). Vào năm 2021, Sander và cộng sự đã đưa ra ước tính trọng lượng thấp hơn nhiều là 237 g (8,4 oz).

## Phân loại

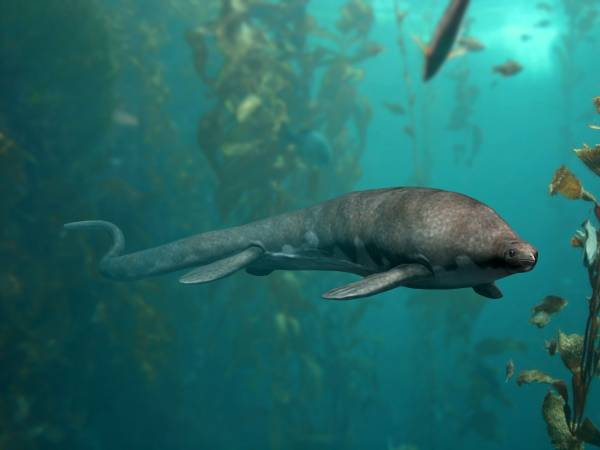
Sclerocormus là họ hàng gần của Cartorhynchus; hai chi phân loại này được gộp lại thành nhóm Nasorostra

Sự thiếu vắng hồ sơ hóa thạch hoàn chỉnh đã cản trở các nhà nghiên cứu đưa ra một kết luận xác tín về nguồn gốc của nhóm Ichthyopterygia, trong đó bao gồm thằn lằn cá. Ròng rã bấy nhiêu năm, dấu vết hóa thạch của chúng được cho là đột nhiên xuất hiện vào thế Tam Điệp giữa với nhiều đặc điểm thích nghi cho cuộc sống thủy sinh. Sự khám phá ra các chi Cartorhynchus và Sclerocormus đã phần nào lấp đầy khoảng trống này. Phân tích phát sinh chủng loại của Motani và đồng sự phát hiện ra rằng chúng là hai chi họ hàng — cùng tạo nên một nhánh gọi là Nasorostra — đồng thời là họ hàng của Ichthyopterygia, một nhánh chị em của Nasorostra. Cartorhynchus và Sclerocormus đều có mõm tẹt, mũi dài, hàm sâu, lồng xương sườn hõm vào ở gần vai, và các lưỡi xương bả vai có phần cuống rộng hơn phần đầu.
Bên dưới lược trích cây phát sinh chủng loại của Ichthyosauromorpha theo Huang, Motani, và đồng sự, trong bài báo mô tả Chaohusaurus brevifemoralis vào năm 2020:
|  | Sclerocormus             |
|  |                          |
|  | Cartorhynchus — Răng bẹt |
|  |                          |

|  | Chaohusaurus geishanensis — Răng tròn                                                                              |
|  | |
|  | Chaohusaurus zhangjiawanensis                                                                                      |
|  | |
|  | \| \| Chaohusaurus brevifemoralis — Răng tròn \| \| \| \| \| \| Chaohusaurus chaoxianensis — Răng tròn \| \| \| \| |
|  | |
|  | Chaohusaurus brevifemoralis — Răng tròn                                                                            |
|  | |
|  | Chaohusaurus chaoxianensis — Răng tròn                                                                             |
|  | |

|  | Chaohusaurus brevifemoralis — Răng tròn |
|  |                                         |
|  | Chaohusaurus chaoxianensis — Răng tròn  |
|  |                                         |

|  | Utatsusaurus — Răng nón                                                        |
|  |                                                                                |
|  | Parvinatator — Răng nón                                                        |
|  |                                                                                |
|  | \| \| Grippia — Răng tròn \| \| \| \| \| \| Gulosaurus — Răng tròn \| \| \| \| |
|  |                                                                                |
|  | Grippia — Răng tròn                                                            |
|  |                                                                                |
|  | Gulosaurus — Răng tròn                                                         |
|  |                                                                                |

|  | Grippia — Răng tròn    |
|  |                        |
|  | Gulosaurus — Răng tròn |
|  |                        |

|  | Cymbospondylus buchseri — Răng nón |
|  |                                    |
|  | Cymbospondylus nichollsi           |
|  |                                    |
|  | Cymbospondylus piscosus — Răng nón |
|  |                                    |
|  | Thalattoarchon — Răng nón          |
|  |                                    |
|  | Xinminosaurus — Răng bẹt           |
|  |                                    |

|  | Mixosaurus kuhnschnyderi — Răng tròn |
|  |                                      |
|  | Mixosaurus panxianensis — Răng tròn  |
|  |                                      |

|  | Phalarodon atavus — Răng nón                                                                     |
|  |                                                                                                  |
|  | \| \| Phalarodon callawayi — Răng bẹt \| \| \| \| \| \| Phalarodon fraasi — Răng bẹt \| \| \| \| |
|  |                                                                                                  |
|  | Phalarodon callawayi — Răng bẹt                                                                  |
|  |                                                                                                  |
|  | Phalarodon fraasi — Răng bẹt                                                                     |
|  |                                                                                                  |

|  | Phalarodon callawayi — Răng bẹt |
|  |                                 |
|  | Phalarodon fraasi — Răng bẹt    |
|  |                                 |

|  | Mixosaurus kuhnschnyderi — Răng tròn |
|  |                                      |
|  | Mixosaurus panxianensis — Răng tròn  |
|  |                                      |

|  | Phalarodon atavus — Răng nón                                                                     |
|  |                                                                                                  |
|  | \| \| Phalarodon callawayi — Răng bẹt \| \| \| \| \| \| Phalarodon fraasi — Răng bẹt \| \| \| \| |
|  |                                                                                                  |
|  | Phalarodon callawayi — Răng bẹt                                                                  |
|  |                                                                                                  |
|  | Phalarodon fraasi — Răng bẹt                                                                     |
|  |                                                                                                  |

|  | Phalarodon callawayi — Răng bẹt |
|  |                                 |
|  | Phalarodon fraasi — Răng bẹt    |
|  |                                 |

|  | Mixosaurus kuhnschnyderi — Răng tròn |
|  |                                      |
|  | Mixosaurus panxianensis — Răng tròn  |
|  |                                      |

|  | Phalarodon atavus — Răng nón                                                                     |
|  |                                                                                                  |
|  | \| \| Phalarodon callawayi — Răng bẹt \| \| \| \| \| \| Phalarodon fraasi — Răng bẹt \| \| \| \| |
|  |                                                                                                  |
|  | Phalarodon callawayi — Răng bẹt                                                                  |
|  |                                                                                                  |
|  | Phalarodon fraasi — Răng bẹt                                                                     |
|  |                                                                                                  |

|  | Phalarodon callawayi — Răng bẹt |
|  |                                 |
|  | Phalarodon fraasi — Răng bẹt    |
|  |                                 |

|  | Mixosaurus kuhnschnyderi — Răng tròn |
|  |                                      |
|  | Mixosaurus panxianensis — Răng tròn  |
|  |                                      |

|  | Phalarodon atavus — Răng nón                                                                     |
|  |                                                                                                  |
|  | \| \| Phalarodon callawayi — Răng bẹt \| \| \| \| \| \| Phalarodon fraasi — Răng bẹt \| \| \| \| |
|  |                                                                                                  |
|  | Phalarodon callawayi — Răng bẹt                                                                  |
|  |                                                                                                  |
|  | Phalarodon fraasi — Răng bẹt                                                                     |
|  |                                                                                                  |

|  | Phalarodon callawayi — Răng bẹt |
|  |                                 |
|  | Phalarodon fraasi — Răng bẹt    |
|  |                                 |

|  | Cymbospondylus buchseri — Răng nón |
|  |                                    |
|  | Cymbospondylus nichollsi           |
|  |                                    |
|  | Cymbospondylus piscosus — Răng nón |
|  |                                    |
|  | Thalattoarchon — Răng nón          |
|  |                                    |
|  | Xinminosaurus — Răng bẹt           |
|  |                                    |

|  | Mixosaurus kuhnschnyderi — Răng tròn |
|  |                                      |
|  | Mixosaurus panxianensis — Răng tròn  |
|  |                                      |

|  | Phalarodon atavus — Răng nón                                                                     |
|  |                                                                                                  |
|  | \| \| Phalarodon callawayi — Răng bẹt \| \| \| \| \| \| Phalarodon fraasi — Răng bẹt \| \| \| \| |
|  |                                                                                                  |
|  | Phalarodon callawayi — Răng bẹt                                                                  |
|  |                                                                                                  |
|  | Phalarodon fraasi — Răng bẹt                                                                     |
|  |                                                                                                  |

|  | Phalarodon callawayi — Răng bẹt |
|  |                                 |
|  | Phalarodon fraasi — Răng bẹt    |
|  |                                 |

|  | Mixosaurus kuhnschnyderi — Răng tròn |
|  |                                      |
|  | Mixosaurus panxianensis — Răng tròn  |
|  |                                      |

|  | Phalarodon atavus — Răng nón                                                                     |
|  |                                                                                                  |
|  | \| \| Phalarodon callawayi — Răng bẹt \| \| \| \| \| \| Phalarodon fraasi — Răng bẹt \| \| \| \| |
|  |                                                                                                  |
|  | Phalarodon callawayi — Răng bẹt                                                                  |
|  |                                                                                                  |
|  | Phalarodon fraasi — Răng bẹt                                                                     |
|  |                                                                                                  |

|  | Phalarodon callawayi — Răng bẹt |
|  |                                 |
|  | Phalarodon fraasi — Răng bẹt    |
|  |                                 |

|  | Mixosaurus kuhnschnyderi — Răng tròn |
|  |                                      |
|  | Mixosaurus panxianensis — Răng tròn  |
|  |                                      |

|  | Phalarodon atavus — Răng nón                                                                     |
|  |                                                                                                  |
|  | \| \| Phalarodon callawayi — Răng bẹt \| \| \| \| \| \| Phalarodon fraasi — Răng bẹt \| \| \| \| |
|  |                                                                                                  |
|  | Phalarodon callawayi — Răng bẹt                                                                  |
|  |                                                                                                  |
|  | Phalarodon fraasi — Răng bẹt                                                                     |
|  |                                                                                                  |

|  | Phalarodon callawayi — Răng bẹt |
|  |                                 |
|  | Phalarodon fraasi — Răng bẹt    |
|  |                                 |

|  | Mixosaurus kuhnschnyderi — Răng tròn |
|  |                                      |
|  | Mixosaurus panxianensis — Răng tròn  |
|  |                                      |

|  | Phalarodon atavus — Răng nón                                                                     |
|  |                                                                                                  |
|  | \| \| Phalarodon callawayi — Răng bẹt \| \| \| \| \| \| Phalarodon fraasi — Răng bẹt \| \| \| \| |
|  |                                                                                                  |
|  | Phalarodon callawayi — Răng bẹt                                                                  |
|  |                                                                                                  |
|  | Phalarodon fraasi — Răng bẹt                                                                     |
|  |                                                                                                  |

|  | Phalarodon callawayi — Răng bẹt |
|  |                                 |
|  | Phalarodon fraasi — Răng bẹt    |
|  |                                 |

|  | Utatsusaurus — Răng nón                                                        |
|  |                                                                                |
|  | Parvinatator — Răng nón                                                        |
|  |                                                                                |
|  | \| \| Grippia — Răng tròn \| \| \| \| \| \| Gulosaurus — Răng tròn \| \| \| \| |
|  |                                                                                |
|  | Grippia — Răng tròn                                                            |
|  |                                                                                |
|  | Gulosaurus — Răng tròn                                                         |
|  |                                                                                |

|  | Grippia — Răng tròn    |
|  |                        |
|  | Gulosaurus — Răng tròn |
|  |                        |

|  | Cymbospondylus buchseri — Răng nón |
|  |                                    |
|  | Cymbospondylus nichollsi           |
|  |                                    |
|  | Cymbospondylus piscosus — Răng nón |
|  |                                    |
|  | Thalattoarchon — Răng nón          |
|  |                                    |
|  | Xinminosaurus — Răng bẹt           |
|  |                                    |

|  | Mixosaurus kuhnschnyderi — Răng tròn |
|  |                                      |
|  | Mixosaurus panxianensis — Răng tròn  |
|  |                                      |

|  | Phalarodon atavus — Răng nón                                                                     |
|  |                                                                                                  |
|  | \| \| Phalarodon callawayi — Răng bẹt \| \| \| \| \| \| Phalarodon fraasi — Răng bẹt \| \| \| \| |
|  |                                                                                                  |
|  | Phalarodon callawayi — Răng bẹt                                                                  |
|  |                                                                                                  |
|  | Phalarodon fraasi — Răng bẹt                                                                     |
|  |                                                                                                  |

|  | Phalarodon callawayi — Răng bẹt |
|  |                                 |
|  | Phalarodon fraasi — Răng bẹt    |
|  |                                 |

|  | Mixosaurus kuhnschnyderi — Răng tròn |
|  |                                      |
|  | Mixosaurus panxianensis — Răng tròn  |
|  |                                      |

|  | Phalarodon atavus — Răng nón                                                                     |
|  |                                                                                                  |
|  | \| \| Phalarodon callawayi — Răng bẹt \| \| \| \| \| \| Phalarodon fraasi — Răng bẹt \| \| \| \| |
|  |                                                                                                  |
|  | Phalarodon callawayi — Răng bẹt                                                                  |
|  |                                                                                                  |
|  | Phalarodon fraasi — Răng bẹt                                                                     |
|  |                                                                                                  |

|  | Phalarodon callawayi — Răng bẹt |
|  |                                 |
|  | Phalarodon fraasi — Răng bẹt    |
|  |                                 |

|  | Mixosaurus kuhnschnyderi — Răng tròn |
|  |                                      |
|  | Mixosaurus panxianensis — Răng tròn  |
|  |                                      |

|  | Phalarodon atavus — Răng nón                                                                     |
|  |                                                                                                  |
|  | \| \| Phalarodon callawayi — Răng bẹt \| \| \| \| \| \| Phalarodon fraasi — Răng bẹt \| \| \| \| |
|  |                                                                                                  |
|  | Phalarodon callawayi — Răng bẹt                                                                  |
|  |                                                                                                  |
|  | Phalarodon fraasi — Răng bẹt                                                                     |
|  |                                                                                                  |

|  | Phalarodon callawayi — Răng bẹt |
|  |                                 |
|  | Phalarodon fraasi — Răng bẹt    |
|  |                                 |

|  | Mixosaurus kuhnschnyderi — Răng tròn |
|  |                                      |
|  | Mixosaurus panxianensis — Răng tròn  |
|  |                                      |

|  | Phalarodon atavus — Răng nón                                                                     |
|  |                                                                                                  |
|  | \| \| Phalarodon callawayi — Răng bẹt \| \| \| \| \| \| Phalarodon fraasi — Răng bẹt \| \| \| \| |
|  |                                                                                                  |
|  | Phalarodon callawayi — Răng bẹt                                                                  |
|  |                                                                                                  |
|  | Phalarodon fraasi — Răng bẹt                                                                     |
|  |                                                                                                  |

|  | Phalarodon callawayi — Răng bẹt |
|  |                                 |
|  | Phalarodon fraasi — Răng bẹt    |
|  |                                 |

|  | Cymbospondylus buchseri — Răng nón |
|  |                                    |
|  | Cymbospondylus nichollsi           |
|  |                                    |
|  | Cymbospondylus piscosus — Răng nón |
|  |                                    |
|  | Thalattoarchon — Răng nón          |
|  |                                    |
|  | Xinminosaurus — Răng bẹt           |
|  |                                    |

|  | Mixosaurus kuhnschnyderi — Răng tròn |
|  |                                      |
|  | Mixosaurus panxianensis — Răng tròn  |
|  |                                      |

|  | Phalarodon atavus — Răng nón                                                                     |
|  |                                                                                                  |
|  | \| \| Phalarodon callawayi — Răng bẹt \| \| \| \| \| \| Phalarodon fraasi — Răng bẹt \| \| \| \| |
|  |                                                                                                  |
|  | Phalarodon callawayi — Răng bẹt                                                                  |
|  |                                                                                                  |
|  | Phalarodon fraasi — Răng bẹt                                                                     |
|  |                                                                                                  |

|  | Phalarodon callawayi — Răng bẹt |
|  |                                 |
|  | Phalarodon fraasi — Răng bẹt    |
|  |                                 |

|  | Mixosaurus kuhnschnyderi — Răng tròn |
|  |                                      |
|  | Mixosaurus panxianensis — Răng tròn  |
|  |                                      |

|  | Phalarodon atavus — Răng nón                                                                     |
|  |                                                                                                  |
|  | \| \| Phalarodon callawayi — Răng bẹt \| \| \| \| \| \| Phalarodon fraasi — Răng bẹt \| \| \| \| |
|  |                                                                                                  |
|  | Phalarodon callawayi — Răng bẹt                                                                  |
|  |                                                                                                  |
|  | Phalarodon fraasi — Răng bẹt                                                                     |
|  |                                                                                                  |

|  | Phalarodon callawayi — Răng bẹt |
|  |                                 |
|  | Phalarodon fraasi — Răng bẹt    |
|  |                                 |

|  | Mixosaurus kuhnschnyderi — Răng tròn |
|  |                                      |
|  | Mixosaurus panxianensis — Răng tròn  |
|  |                                      |

|  | Phalarodon atavus — Răng nón                                                                     |
|  |                                                                                                  |
|  | \| \| Phalarodon callawayi — Răng bẹt \| \| \| \| \| \| Phalarodon fraasi — Răng bẹt \| \| \| \| |
|  |                                                                                                  |
|  | Phalarodon callawayi — Răng bẹt                                                                  |
|  |                                                                                                  |
|  | Phalarodon fraasi — Răng bẹt                                                                     |
|  |                                                                                                  |

|  | Phalarodon callawayi — Răng bẹt |
|  |                                 |
|  | Phalarodon fraasi — Răng bẹt    |
|  |                                 |

|  | Mixosaurus kuhnschnyderi — Răng tròn |
|  |                                      |
|  | Mixosaurus panxianensis — Răng tròn  |
|  |                                      |

|  | Phalarodon atavus — Răng nón                                                                     |
|  |                                                                                                  |
|  | \| \| Phalarodon callawayi — Răng bẹt \| \| \| \| \| \| Phalarodon fraasi — Răng bẹt \| \| \| \| |
|  |                                                                                                  |
|  | Phalarodon callawayi — Răng bẹt                                                                  |
|  |                                                                                                  |
|  | Phalarodon fraasi — Răng bẹt                                                                     |
|  |                                                                                                  |

|  | Phalarodon callawayi — Răng bẹt |
|  |                                 |
|  | Phalarodon fraasi — Răng bẹt    |
|  |                                 |

|  | Chaohusaurus geishanensis — Răng tròn                                                                              |
|  | |
|  | Chaohusaurus zhangjiawanensis                                                                                      |
|  | |
|  | \| \| Chaohusaurus brevifemoralis — Răng tròn \| \| \| \| \| \| Chaohusaurus chaoxianensis — Răng tròn \| \| \| \| |
|  | |
|  | Chaohusaurus brevifemoralis — Răng tròn                                                                            |
|  | |
|  | Chaohusaurus chaoxianensis — Răng tròn                                                                             |
|  | |

|  | Chaohusaurus brevifemoralis — Răng tròn |
|  |                                         |
|  | Chaohusaurus chaoxianensis — Răng tròn  |
|  |                                         |

|  | Utatsusaurus — Răng nón                                                        |
|  |                                                                                |
|  | Parvinatator — Răng nón                                                        |
|  |                                                                                |
|  | \| \| Grippia — Răng tròn \| \| \| \| \| \| Gulosaurus — Răng tròn \| \| \| \| |
|  |                                                                                |
|  | Grippia — Răng tròn                                                            |
|  |                                                                                |
|  | Gulosaurus — Răng tròn                                                         |
|  |                                                                                |

|  | Grippia — Răng tròn    |
|  |                        |
|  | Gulosaurus — Răng tròn |
|  |                        |

|  | Cymbospondylus buchseri — Răng nón |
|  |                                    |
|  | Cymbospondylus nichollsi           |
|  |                                    |
|  | Cymbospondylus piscosus — Răng nón |
|  |                                    |
|  | Thalattoarchon — Răng nón          |
|  |                                    |
|  | Xinminosaurus — Răng bẹt           |
|  |                                    |

|  | Mixosaurus kuhnschnyderi — Răng tròn |
|  |                                      |
|  | Mixosaurus panxianensis — Răng tròn  |
|  |                                      |

|  | Phalarodon atavus — Răng nón                                                                     |
|  |                                                                                                  |
|  | \| \| Phalarodon callawayi — Răng bẹt \| \| \| \| \| \| Phalarodon fraasi — Răng bẹt \| \| \| \| |
|  |                                                                                                  |
|  | Phalarodon callawayi — Răng bẹt                                                                  |
|  |                                                                                                  |
|  | Phalarodon fraasi — Răng bẹt                                                                     |
|  |                                                                                                  |

|  | Phalarodon callawayi — Răng bẹt |
|  |                                 |
|  | Phalarodon fraasi — Răng bẹt    |
|  |                                 |

|  | Mixosaurus kuhnschnyderi — Răng tròn |
|  |                                      |
|  | Mixosaurus panxianensis — Răng tròn  |
|  |                                      |

|  | Phalarodon atavus — Răng nón                                                                     |
|  |                                                                                                  |
|  | \| \| Phalarodon callawayi — Răng bẹt \| \| \| \| \| \| Phalarodon fraasi — Răng bẹt \| \| \| \| |
|  |                                                                                                  |
|  | Phalarodon callawayi — Răng bẹt                                                                  |
|  |                                                                                                  |
|  | Phalarodon fraasi — Răng bẹt                                                                     |
|  |                                                                                                  |

|  | Phalarodon callawayi — Răng bẹt |
|  |                                 |
|  | Phalarodon fraasi — Răng bẹt    |
|  |                                 |

|  | Mixosaurus kuhnschnyderi — Răng tròn |
|  |                                      |
|  | Mixosaurus panxianensis — Răng tròn  |
|  |                                      |

|  | Phalarodon atavus — Răng nón                                                                     |
|  |                                                                                                  |
|  | \| \| Phalarodon callawayi — Răng bẹt \| \| \| \| \| \| Phalarodon fraasi — Răng bẹt \| \| \| \| |
|  |                                                                                                  |
|  | Phalarodon callawayi — Răng bẹt                                                                  |
|  |                                                                                                  |
|  | Phalarodon fraasi — Răng bẹt                                                                     |
|  |                                                                                                  |

|  | Phalarodon callawayi — Răng bẹt |
|  |                                 |
|  | Phalarodon fraasi — Răng bẹt    |
|  |                                 |

|  | Mixosaurus kuhnschnyderi — Răng tròn |
|  |                                      |
|  | Mixosaurus panxianensis — Răng tròn  |
|  |                                      |

|  | Phalarodon atavus — Răng nón                                                                     |
|  |                                                                                                  |
|  | \| \| Phalarodon callawayi — Răng bẹt \| \| \| \| \| \| Phalarodon fraasi — Răng bẹt \| \| \| \| |
|  |                                                                                                  |
|  | Phalarodon callawayi — Răng bẹt                                                                  |
|  |                                                                                                  |
|  | Phalarodon fraasi — Răng bẹt                                                                     |
|  |                                                                                                  |

|  | Phalarodon callawayi — Răng bẹt |
|  |                                 |
|  | Phalarodon fraasi — Răng bẹt    |
|  |                                 |

|  | Cymbospondylus buchseri — Răng nón |
|  |                                    |
|  | Cymbospondylus nichollsi           |
|  |                                    |
|  | Cymbospondylus piscosus — Răng nón |
|  |                                    |
|  | Thalattoarchon — Răng nón          |
|  |                                    |
|  | Xinminosaurus — Răng bẹt           |
|  |                                    |

|  | Mixosaurus kuhnschnyderi — Răng tròn |
|  |                                      |
|  | Mixosaurus panxianensis — Răng tròn  |
|  |                                      |

|  | Phalarodon atavus — Răng nón                                                                     |
|  |                                                                                                  |
|  | \| \| Phalarodon callawayi — Răng bẹt \| \| \| \| \| \| Phalarodon fraasi — Răng bẹt \| \| \| \| |
|  |                                                                                                  |
|  | Phalarodon callawayi — Răng bẹt                                                                  |
|  |                                                                                                  |
|  | Phalarodon fraasi — Răng bẹt                                                                     |
|  |                                                                                                  |

|  | Phalarodon callawayi — Răng bẹt |
|  |                                 |
|  | Phalarodon fraasi — Răng bẹt    |
|  |                                 |

|  | Mixosaurus kuhnschnyderi — Răng tròn |
|  |                                      |
|  | Mixosaurus panxianensis — Răng tròn  |
|  |                                      |

|  | Phalarodon atavus — Răng nón                                                                     |
|  |                                                                                                  |
|  | \| \| Phalarodon callawayi — Răng bẹt \| \| \| \| \| \| Phalarodon fraasi — Răng bẹt \| \| \| \| |
|  |                                                                                                  |
|  | Phalarodon callawayi — Răng bẹt                                                                  |
|  |                                                                                                  |
|  | Phalarodon fraasi — Răng bẹt                                                                     |
|  |                                                                                                  |

|  | Phalarodon callawayi — Răng bẹt |
|  |                                 |
|  | Phalarodon fraasi — Răng bẹt    |
|  |                                 |

|  | Mixosaurus kuhnschnyderi — Răng tròn |
|  |                                      |
|  | Mixosaurus panxianensis — Răng tròn  |
|  |                                      |

|  | Phalarodon atavus — Răng nón                                                                     |
|  |                                                                                                  |
|  | \| \| Phalarodon callawayi — Răng bẹt \| \| \| \| \| \| Phalarodon fraasi — Răng bẹt \| \| \| \| |
|  |                                                                                                  |
|  | Phalarodon callawayi — Răng bẹt                                                                  |
|  |                                                                                                  |
|  | Phalarodon fraasi — Răng bẹt                                                                     |
|  |                                                                                                  |

|  | Phalarodon callawayi — Răng bẹt |
|  |                                 |
|  | Phalarodon fraasi — Răng bẹt    |
|  |                                 |

|  | Mixosaurus kuhnschnyderi — Răng tròn |
|  |                                      |
|  | Mixosaurus panxianensis — Răng tròn  |
|  |                                      |

|  | Phalarodon atavus — Răng nón                                                                     |
|  |                                                                                                  |
|  | \| \| Phalarodon callawayi — Răng bẹt \| \| \| \| \| \| Phalarodon fraasi — Răng bẹt \| \| \| \| |
|  |                                                                                                  |
|  | Phalarodon callawayi — Răng bẹt                                                                  |
|  |                                                                                                  |
|  | Phalarodon fraasi — Răng bẹt                                                                     |
|  |                                                                                                  |

|  | Phalarodon callawayi — Răng bẹt |
|  |                                 |
|  | Phalarodon fraasi — Răng bẹt    |
|  |                                 |

|  | Utatsusaurus — Răng nón                                                        |
|  |                                                                                |
|  | Parvinatator — Răng nón                                                        |
|  |                                                                                |
|  | \| \| Grippia — Răng tròn \| \| \| \| \| \| Gulosaurus — Răng tròn \| \| \| \| |
|  |                                                                                |
|  | Grippia — Răng tròn                                                            |
|  |                                                                                |
|  | Gulosaurus — Răng tròn                                                         |
|  |                                                                                |

|  | Grippia — Răng tròn    |
|  |                        |
|  | Gulosaurus — Răng tròn |
|  |                        |

|  | Cymbospondylus buchseri — Răng nón |
|  |                                    |
|  | Cymbospondylus nichollsi           |
|  |                                    |
|  | Cymbospondylus piscosus — Răng nón |
|  |                                    |
|  | Thalattoarchon — Răng nón          |
|  |                                    |
|  | Xinminosaurus — Răng bẹt           |
|  |                                    |

|  | Mixosaurus kuhnschnyderi — Răng tròn |
|  |                                      |
|  | Mixosaurus panxianensis — Răng tròn  |
|  |                                      |

|  | Phalarodon atavus — Răng nón                                                                     |
|  |                                                                                                  |
|  | \| \| Phalarodon callawayi — Răng bẹt \| \| \| \| \| \| Phalarodon fraasi — Răng bẹt \| \| \| \| |
|  |                                                                                                  |
|  | Phalarodon callawayi — Răng bẹt                                                                  |
|  |                                                                                                  |
|  | Phalarodon fraasi — Răng bẹt                                                                     |
|  |                                                                                                  |

|  | Phalarodon callawayi — Răng bẹt |
|  |                                 |
|  | Phalarodon fraasi — Răng bẹt    |
|  |                                 |

|  | Mixosaurus kuhnschnyderi — Răng tròn |
|  |                                      |
|  | Mixosaurus panxianensis — Răng tròn  |
|  |                                      |

|  | Phalarodon atavus — Răng nón                                                                     |
|  |                                                                                                  |
|  | \| \| Phalarodon callawayi — Răng bẹt \| \| \| \| \| \| Phalarodon fraasi — Răng bẹt \| \| \| \| |
|  |                                                                                                  |
|  | Phalarodon callawayi — Răng bẹt                                                                  |
|  |                                                                                                  |
|  | Phalarodon fraasi — Răng bẹt                                                                     |
|  |                                                                                                  |

|  | Phalarodon callawayi — Răng bẹt |
|  |                                 |
|  | Phalarodon fraasi — Răng bẹt    |
|  |                                 |

|  | Mixosaurus kuhnschnyderi — Răng tròn |
|  |                                      |
|  | Mixosaurus panxianensis — Răng tròn  |
|  |                                      |

|  | Phalarodon atavus — Răng nón                                                                     |
|  |                                                                                                  |
|  | \| \| Phalarodon callawayi — Răng bẹt \| \| \| \| \| \| Phalarodon fraasi — Răng bẹt \| \| \| \| |
|  |                                                                                                  |
|  | Phalarodon callawayi — Răng bẹt                                                                  |
|  |                                                                                                  |
|  | Phalarodon fraasi — Răng bẹt                                                                     |
|  |                                                                                                  |

|  | Phalarodon callawayi — Răng bẹt |
|  |                                 |
|  | Phalarodon fraasi — Răng bẹt    |
|  |                                 |

|  | Mixosaurus kuhnschnyderi — Răng tròn |
|  |                                      |
|  | Mixosaurus panxianensis — Răng tròn  |
|  |                                      |

|  | Phalarodon atavus — Răng nón                                                                     |
|  |                                                                                                  |
|  | \| \| Phalarodon callawayi — Răng bẹt \| \| \| \| \| \| Phalarodon fraasi — Răng bẹt \| \| \| \| |
|  |                                                                                                  |
|  | Phalarodon callawayi — Răng bẹt                                                                  |
|  |                                                                                                  |
|  | Phalarodon fraasi — Răng bẹt                                                                     |
|  |                                                                                                  |

|  | Phalarodon callawayi — Răng bẹt |
|  |                                 |
|  | Phalarodon fraasi — Răng bẹt    |
|  |                                 |

|  | Cymbospondylus buchseri — Răng nón |
|  |                                    |
|  | Cymbospondylus nichollsi           |
|  |                                    |
|  | Cymbospondylus piscosus — Răng nón |
|  |                                    |
|  | Thalattoarchon — Răng nón          |
|  |                                    |
|  | Xinminosaurus — Răng bẹt           |
|  |                                    |

|  | Mixosaurus kuhnschnyderi — Răng tròn |
|  |                                      |
|  | Mixosaurus panxianensis — Răng tròn  |
|  |                                      |

|  | Phalarodon atavus — Răng nón                                                                     |
|  |                                                                                                  |
|  | \| \| Phalarodon callawayi — Răng bẹt \| \| \| \| \| \| Phalarodon fraasi — Răng bẹt \| \| \| \| |
|  |                                                                                                  |
|  | Phalarodon callawayi — Răng bẹt                                                                  |
|  |                                                                                                  |
|  | Phalarodon fraasi — Răng bẹt                                                                     |
|  |                                                                                                  |

|  | Phalarodon callawayi — Răng bẹt |
|  |                                 |
|  | Phalarodon fraasi — Răng bẹt    |
|  |                                 |

|  | Mixosaurus kuhnschnyderi — Răng tròn |
|  |                                      |
|  | Mixosaurus panxianensis — Răng tròn  |
|  |                                      |

|  | Phalarodon atavus — Răng nón                                                                     |
|  |                                                                                                  |
|  | \| \| Phalarodon callawayi — Răng bẹt \| \| \| \| \| \| Phalarodon fraasi — Răng bẹt \| \| \| \| |
|  |                                                                                                  |
|  | Phalarodon callawayi — Răng bẹt                                                                  |
|  |                                                                                                  |
|  | Phalarodon fraasi — Răng bẹt                                                                     |
|  |                                                                                                  |

|  | Phalarodon callawayi — Răng bẹt |
|  |                                 |
|  | Phalarodon fraasi — Răng bẹt    |
|  |                                 |

|  | Mixosaurus kuhnschnyderi — Răng tròn |
|  |                                      |
|  | Mixosaurus panxianensis — Răng tròn  |
|  |                                      |

|  | Phalarodon atavus — Răng nón                                                                     |
|  |                                                                                                  |
|  | \| \| Phalarodon callawayi — Răng bẹt \| \| \| \| \| \| Phalarodon fraasi — Răng bẹt \| \| \| \| |
|  |                                                                                                  |
|  | Phalarodon callawayi — Răng bẹt                                                                  |
|  |                                                                                                  |
|  | Phalarodon fraasi — Răng bẹt                                                                     |
|  |                                                                                                  |

|  | Phalarodon callawayi — Răng bẹt |
|  |                                 |
|  | Phalarodon fraasi — Răng bẹt    |
|  |                                 |

|  | Mixosaurus kuhnschnyderi — Răng tròn |
|  |                                      |
|  | Mixosaurus panxianensis — Răng tròn  |
|  |                                      |

|  | Phalarodon atavus — Răng nón                                                                     |
|  |                                                                                                  |
|  | \| \| Phalarodon callawayi — Răng bẹt \| \| \| \| \| \| Phalarodon fraasi — Răng bẹt \| \| \| \| |
|  |                                                                                                  |
|  | Phalarodon callawayi — Răng bẹt                                                                  |
|  |                                                                                                  |
|  | Phalarodon fraasi — Răng bẹt                                                                     |
|  |                                                                                                  |

|  | Phalarodon callawayi — Răng bẹt |
|  |                                 |
|  | Phalarodon fraasi — Răng bẹt    |
|  |                                 |

|  | Sclerocormus             |
|  |                          |
|  | Cartorhynchus — Răng bẹt |
|  |                          |

|  | Chaohusaurus geishanensis — Răng tròn                                                                              |
|  | |
|  | Chaohusaurus zhangjiawanensis                                                                                      |
|  | |
|  | \| \| Chaohusaurus brevifemoralis — Răng tròn \| \| \| \| \| \| Chaohusaurus chaoxianensis — Răng tròn \| \| \| \| |
|  | |
|  | Chaohusaurus brevifemoralis — Răng tròn                                                                            |
|  | |
|  | Chaohusaurus chaoxianensis — Răng tròn                                                                             |
|  | |

|  | Chaohusaurus brevifemoralis — Răng tròn |
|  |                                         |
|  | Chaohusaurus chaoxianensis — Răng tròn  |
|  |                                         |

|  | Utatsusaurus — Răng nón                                                        |
|  |                                                                                |
|  | Parvinatator — Răng nón                                                        |
|  |                                                                                |
|  | \| \| Grippia — Răng tròn \| \| \| \| \| \| Gulosaurus — Răng tròn \| \| \| \| |
|  |                                                                                |
|  | Grippia — Răng tròn                                                            |
|  |                                                                                |
|  | Gulosaurus — Răng tròn                                                         |
|  |                                                                                |

|  | Grippia — Răng tròn    |
|  |                        |
|  | Gulosaurus — Răng tròn |
|  |                        |

|  | Cymbospondylus buchseri — Răng nón |
|  |                                    |
|  | Cymbospondylus nichollsi           |
|  |                                    |
|  | Cymbospondylus piscosus — Răng nón |
|  |                                    |
|  | Thalattoarchon — Răng nón          |
|  |                                    |
|  | Xinminosaurus — Răng bẹt           |
|  |                                    |

|  | Mixosaurus kuhnschnyderi — Răng tròn |
|  |                                      |
|  | Mixosaurus panxianensis — Răng tròn  |
|  |                                      |

|  | Phalarodon atavus — Răng nón                                                                     |
|  |                                                                                                  |
|  | \| \| Phalarodon callawayi — Răng bẹt \| \| \| \| \| \| Phalarodon fraasi — Răng bẹt \| \| \| \| |
|  |                                                                                                  |
|  | Phalarodon callawayi — Răng bẹt                                                                  |
|  |                                                                                                  |
|  | Phalarodon fraasi — Răng bẹt                                                                     |
|  |                                                                                                  |

|  | Phalarodon callawayi — Răng bẹt |
|  |                                 |
|  | Phalarodon fraasi — Răng bẹt    |
|  |                                 |

|  | Mixosaurus kuhnschnyderi — Răng tròn |
|  |                                      |
|  | Mixosaurus panxianensis — Răng tròn  |
|  |                                      |

|  | Phalarodon atavus — Răng nón                                                                     |
|  |                                                                                                  |
|  | \| \| Phalarodon callawayi — Răng bẹt \| \| \| \| \| \| Phalarodon fraasi — Răng bẹt \| \| \| \| |
|  |                                                                                                  |
|  | Phalarodon callawayi — Răng bẹt                                                                  |
|  |                                                                                                  |
|  | Phalarodon fraasi — Răng bẹt                                                                     |
|  |                                                                                                  |

|  | Phalarodon callawayi — Răng bẹt |
|  |                                 |
|  | Phalarodon fraasi — Răng bẹt    |
|  |                                 |

|  | Mixosaurus kuhnschnyderi — Răng tròn |
|  |                                      |
|  | Mixosaurus panxianensis — Răng tròn  |
|  |                                      |

|  | Phalarodon atavus — Răng nón                                                                     |
|  |                                                                                                  |
|  | \| \| Phalarodon callawayi — Răng bẹt \| \| \| \| \| \| Phalarodon fraasi — Răng bẹt \| \| \| \| |
|  |                                                                                                  |
|  | Phalarodon callawayi — Răng bẹt                                                                  |
|  |                                                                                                  |
|  | Phalarodon fraasi — Răng bẹt                                                                     |
|  |                                                                                                  |

|  | Phalarodon callawayi — Răng bẹt |
|  |                                 |
|  | Phalarodon fraasi — Răng bẹt    |
|  |                                 |

|  | Mixosaurus kuhnschnyderi — Răng tròn |
|  |                                      |
|  | Mixosaurus panxianensis — Răng tròn  |
|  |                                      |

|  | Phalarodon atavus — Răng nón                                                                     |
|  |                                                                                                  |
|  | \| \| Phalarodon callawayi — Răng bẹt \| \| \| \| \| \| Phalarodon fraasi — Răng bẹt \| \| \| \| |
|  |                                                                                                  |
|  | Phalarodon callawayi — Răng bẹt                                                                  |
|  |                                                                                                  |
|  | Phalarodon fraasi — Răng bẹt                                                                     |
|  |                                                                                                  |

|  | Phalarodon callawayi — Răng bẹt |
|  |                                 |
|  | Phalarodon fraasi — Răng bẹt    |
|  |                                 |

|  | Cymbospondylus buchseri — Răng nón |
|  |                                    |
|  | Cymbospondylus nichollsi           |
|  |                                    |
|  | Cymbospondylus piscosus — Răng nón |
|  |                                    |
|  | Thalattoarchon — Răng nón          |
|  |                                    |
|  | Xinminosaurus — Răng bẹt           |
|  |                                    |

|  | Mixosaurus kuhnschnyderi — Răng tròn |
|  |                                      |
|  | Mixosaurus panxianensis — Răng tròn  |
|  |                                      |

|  | Phalarodon atavus — Răng nón                                                                     |
|  |                                                                                                  |
|  | \| \| Phalarodon callawayi — Răng bẹt \| \| \| \| \| \| Phalarodon fraasi — Răng bẹt \| \| \| \| |
|  |                                                                                                  |
|  | Phalarodon callawayi — Răng bẹt                                                                  |
|  |                                                                                                  |
|  | Phalarodon fraasi — Răng bẹt                                                                     |
|  |                                                                                                  |

|  | Phalarodon callawayi — Răng bẹt |
|  |                                 |
|  | Phalarodon fraasi — Răng bẹt    |
|  |                                 |

|  | Mixosaurus kuhnschnyderi — Răng tròn |
|  |                                      |
|  | Mixosaurus panxianensis — Răng tròn  |
|  |                                      |

|  | Phalarodon atavus — Răng nón                                                                     |
|  |                                                                                                  |
|  | \| \| Phalarodon callawayi — Răng bẹt \| \| \| \| \| \| Phalarodon fraasi — Răng bẹt \| \| \| \| |
|  |                                                                                                  |
|  | Phalarodon callawayi — Răng bẹt                                                                  |
|  |                                                                                                  |
|  | Phalarodon fraasi — Răng bẹt                                                                     |
|  |                                                                                                  |

|  | Phalarodon callawayi — Răng bẹt |
|  |                                 |
|  | Phalarodon fraasi — Răng bẹt    |
|  |                                 |

|  | Mixosaurus kuhnschnyderi — Răng tròn |
|  |                                      |
|  | Mixosaurus panxianensis — Răng tròn  |
|  |                                      |

|  | Phalarodon atavus — Răng nón                                                                     |
|  |                                                                                                  |
|  | \| \| Phalarodon callawayi — Răng bẹt \| \| \| \| \| \| Phalarodon fraasi — Răng bẹt \| \| \| \| |
|  |                                                                                                  |
|  | Phalarodon callawayi — Răng bẹt                                                                  |
|  |                                                                                                  |
|  | Phalarodon fraasi — Răng bẹt                                                                     |
|  |                                                                                                  |

|  | Phalarodon callawayi — Răng bẹt |
|  |                                 |
|  | Phalarodon fraasi — Răng bẹt    |
|  |                                 |

|  | Mixosaurus kuhnschnyderi — Răng tròn |
|  |                                      |
|  | Mixosaurus panxianensis — Răng tròn  |
|  |                                      |

|  | Phalarodon atavus — Răng nón                                                                     |
|  |                                                                                                  |
|  | \| \| Phalarodon callawayi — Răng bẹt \| \| \| \| \| \| Phalarodon fraasi — Răng bẹt \| \| \| \| |
|  |                                                                                                  |
|  | Phalarodon callawayi — Răng bẹt                                                                  |
|  |                                                                                                  |
|  | Phalarodon fraasi — Răng bẹt                                                                     |
|  |                                                                                                  |

|  | Phalarodon callawayi — Răng bẹt |
|  |                                 |
|  | Phalarodon fraasi — Răng bẹt    |
|  |                                 |

|  | Utatsusaurus — Răng nón                                                        |
|  |                                                                                |
|  | Parvinatator — Răng nón                                                        |
|  |                                                                                |
|  | \| \| Grippia — Răng tròn \| \| \| \| \| \| Gulosaurus — Răng tròn \| \| \| \| |
|  |                                                                                |
|  | Grippia — Răng tròn                                                            |
|  |                                                                                |
|  | Gulosaurus — Răng tròn                                                         |
|  |                                                                                |

|  | Grippia — Răng tròn    |
|  |                        |
|  | Gulosaurus — Răng tròn |
|  |                        |

|  | Cymbospondylus buchseri — Răng nón |
|  |                                    |
|  | Cymbospondylus nichollsi           |
|  |                                    |
|  | Cymbospondylus piscosus — Răng nón |
|  |                                    |
|  | Thalattoarchon — Răng nón          |
|  |                                    |
|  | Xinminosaurus — Răng bẹt           |
|  |                                    |

|  | Mixosaurus kuhnschnyderi — Răng tròn |
|  |                                      |
|  | Mixosaurus panxianensis — Răng tròn  |
|  |                                      |

|  | Phalarodon atavus — Răng nón                                                                     |
|  |                                                                                                  |
|  | \| \| Phalarodon callawayi — Răng bẹt \| \| \| \| \| \| Phalarodon fraasi — Răng bẹt \| \| \| \| |
|  |                                                                                                  |
|  | Phalarodon callawayi — Răng bẹt                                                                  |
|  |                                                                                                  |
|  | Phalarodon fraasi — Răng bẹt                                                                     |
|  |                                                                                                  |

|  | Phalarodon callawayi — Răng bẹt |
|  |                                 |
|  | Phalarodon fraasi — Răng bẹt    |
|  |                                 |

|  | Mixosaurus kuhnschnyderi — Răng tròn |
|  |                                      |
|  | Mixosaurus panxianensis — Răng tròn  |
|  |                                      |

|  | Phalarodon atavus — Răng nón                                                                     |
|  |                                                                                                  |
|  | \| \| Phalarodon callawayi — Răng bẹt \| \| \| \| \| \| Phalarodon fraasi — Răng bẹt \| \| \| \| |
|  |                                                                                                  |
|  | Phalarodon callawayi — Răng bẹt                                                                  |
|  |                                                                                                  |
|  | Phalarodon fraasi — Răng bẹt                                                                     |
|  |                                                                                                  |

|  | Phalarodon callawayi — Răng bẹt |
|  |                                 |
|  | Phalarodon fraasi — Răng bẹt    |
|  |                                 |

|  | Mixosaurus kuhnschnyderi — Răng tròn |
|  |                                      |
|  | Mixosaurus panxianensis — Răng tròn  |
|  |                                      |

|  | Phalarodon atavus — Răng nón                                                                     |
|  |                                                                                                  |
|  | \| \| Phalarodon callawayi — Răng bẹt \| \| \| \| \| \| Phalarodon fraasi — Răng bẹt \| \| \| \| |
|  |                                                                                                  |
|  | Phalarodon callawayi — Răng bẹt                                                                  |
|  |                                                                                                  |
|  | Phalarodon fraasi — Răng bẹt                                                                     |
|  |                                                                                                  |

|  | Phalarodon callawayi — Răng bẹt |
|  |                                 |
|  | Phalarodon fraasi — Răng bẹt    |
|  |                                 |

|  | Mixosaurus kuhnschnyderi — Răng tròn |
|  |                                      |
|  | Mixosaurus panxianensis — Răng tròn  |
|  |                                      |

|  | Phalarodon atavus — Răng nón                                                                     |
|  |                                                                                                  |
|  | \| \| Phalarodon callawayi — Răng bẹt \| \| \| \| \| \| Phalarodon fraasi — Răng bẹt \| \| \| \| |
|  |                                                                                                  |
|  | Phalarodon callawayi — Răng bẹt                                                                  |
|  |                                                                                                  |
|  | Phalarodon fraasi — Răng bẹt                                                                     |
|  |                                                                                                  |

|  | Phalarodon callawayi — Răng bẹt |
|  |                                 |
|  | Phalarodon fraasi — Răng bẹt    |
|  |                                 |

|  | Cymbospondylus buchseri — Răng nón |
|  |                                    |
|  | Cymbospondylus nichollsi           |
|  |                                    |
|  | Cymbospondylus piscosus — Răng nón |
|  |                                    |
|  | Thalattoarchon — Răng nón          |
|  |                                    |
|  | Xinminosaurus — Răng bẹt           |
|  |                                    |

|  | Mixosaurus kuhnschnyderi — Răng tròn |
|  |                                      |
|  | Mixosaurus panxianensis — Răng tròn  |
|  |                                      |

|  | Phalarodon atavus — Răng nón                                                                     |
|  |                                                                                                  |
|  | \| \| Phalarodon callawayi — Răng bẹt \| \| \| \| \| \| Phalarodon fraasi — Răng bẹt \| \| \| \| |
|  |                                                                                                  |
|  | Phalarodon callawayi — Răng bẹt                                                                  |
|  |                                                                                                  |
|  | Phalarodon fraasi — Răng bẹt                                                                     |
|  |                                                                                                  |

|  | Phalarodon callawayi — Răng bẹt |
|  |                                 |
|  | Phalarodon fraasi — Răng bẹt    |
|  |                                 |

|  | Mixosaurus kuhnschnyderi — Răng tròn |
|  |                                      |
|  | Mixosaurus panxianensis — Răng tròn  |
|  |                                      |

|  | Phalarodon atavus — Răng nón                                                                     |
|  |                                                                                                  |
|  | \| \| Phalarodon callawayi — Răng bẹt \| \| \| \| \| \| Phalarodon fraasi — Răng bẹt \| \| \| \| |
|  |                                                                                                  |
|  | Phalarodon callawayi — Răng bẹt                                                                  |
|  |                                                                                                  |
|  | Phalarodon fraasi — Răng bẹt                                                                     |
|  |                                                                                                  |

|  | Phalarodon callawayi — Răng bẹt |
|  |                                 |
|  | Phalarodon fraasi — Răng bẹt    |
|  |                                 |

|  | Mixosaurus kuhnschnyderi — Răng tròn |
|  |                                      |
|  | Mixosaurus panxianensis — Răng tròn  |
|  |                                      |

|  | Phalarodon atavus — Răng nón                                                                     |
|  |                                                                                                  |
|  | \| \| Phalarodon callawayi — Răng bẹt \| \| \| \| \| \| Phalarodon fraasi — Răng bẹt \| \| \| \| |
|  |                                                                                                  |
|  | Phalarodon callawayi — Răng bẹt                                                                  |
|  |                                                                                                  |
|  | Phalarodon fraasi — Răng bẹt                                                                     |
|  |                                                                                                  |

|  | Phalarodon callawayi — Răng bẹt |
|  |                                 |
|  | Phalarodon fraasi — Răng bẹt    |
|  |                                 |

|  | Mixosaurus kuhnschnyderi — Răng tròn |
|  |                                      |
|  | Mixosaurus panxianensis — Răng tròn  |
|  |                                      |

|  | Phalarodon atavus — Răng nón                                                                     |
|  |                                                                                                  |
|  | \| \| Phalarodon callawayi — Răng bẹt \| \| \| \| \| \| Phalarodon fraasi — Răng bẹt \| \| \| \| |
|  |                                                                                                  |
|  | Phalarodon callawayi — Răng bẹt                                                                  |
|  |                                                                                                  |
|  | Phalarodon fraasi — Răng bẹt                                                                     |
|  |                                                                                                  |

|  | Phalarodon callawayi — Răng bẹt |
|  |                                 |
|  | Phalarodon fraasi — Răng bẹt    |
|  |                                 |

|  | Chaohusaurus geishanensis — Răng tròn                                                                              |
|  | |
|  | Chaohusaurus zhangjiawanensis                                                                                      |
|  | |
|  | \| \| Chaohusaurus brevifemoralis — Răng tròn \| \| \| \| \| \| Chaohusaurus chaoxianensis — Răng tròn \| \| \| \| |
|  | |
|  | Chaohusaurus brevifemoralis — Răng tròn                                                                            |
|  | |
|  | Chaohusaurus chaoxianensis — Răng tròn                                                                             |
|  | |

|  | Chaohusaurus brevifemoralis — Răng tròn |
|  |                                         |
|  | Chaohusaurus chaoxianensis — Răng tròn  |
|  |                                         |

|  | Utatsusaurus — Răng nón                                                        |
|  |                                                                                |
|  | Parvinatator — Răng nón                                                        |
|  |                                                                                |
|  | \| \| Grippia — Răng tròn \| \| \| \| \| \| Gulosaurus — Răng tròn \| \| \| \| |
|  |                                                                                |
|  | Grippia — Răng tròn                                                            |
|  |                                                                                |
|  | Gulosaurus — Răng tròn                                                         |
|  |                                                                                |

|  | Grippia — Răng tròn    |
|  |                        |
|  | Gulosaurus — Răng tròn |
|  |                        |

|  | Cymbospondylus buchseri — Răng nón |
|  |                                    |
|  | Cymbospondylus nichollsi           |
|  |                                    |
|  | Cymbospondylus piscosus — Răng nón |
|  |                                    |
|  | Thalattoarchon — Răng nón          |
|  |                                    |
|  | Xinminosaurus — Răng bẹt           |
|  |                                    |

|  | Mixosaurus kuhnschnyderi — Răng tròn |
|  |                                      |
|  | Mixosaurus panxianensis — Răng tròn  |
|  |                                      |

|  | Phalarodon atavus — Răng nón                                                                     |
|  |                                                                                                  |
|  | \| \| Phalarodon callawayi — Răng bẹt \| \| \| \| \| \| Phalarodon fraasi — Răng bẹt \| \| \| \| |
|  |                                                                                                  |
|  | Phalarodon callawayi — Răng bẹt                                                                  |
|  |                                                                                                  |
|  | Phalarodon fraasi — Răng bẹt                                                                     |
|  |                                                                                                  |

|  | Phalarodon callawayi — Răng bẹt |
|  |                                 |
|  | Phalarodon fraasi — Răng bẹt    |
|  |                                 |

|  | Mixosaurus kuhnschnyderi — Răng tròn |
|  |                                      |
|  | Mixosaurus panxianensis — Răng tròn  |
|  |                                      |

|  | Phalarodon atavus — Răng nón                                                                     |
|  |                                                                                                  |
|  | \| \| Phalarodon callawayi — Răng bẹt \| \| \| \| \| \| Phalarodon fraasi — Răng bẹt \| \| \| \| |
|  |                                                                                                  |
|  | Phalarodon callawayi — Răng bẹt                                                                  |
|  |                                                                                                  |
|  | Phalarodon fraasi — Răng bẹt                                                                     |
|  |                                                                                                  |

|  | Phalarodon callawayi — Răng bẹt |
|  |                                 |
|  | Phalarodon fraasi — Răng bẹt    |
|  |                                 |

|  | Mixosaurus kuhnschnyderi — Răng tròn |
|  |                                      |
|  | Mixosaurus panxianensis — Răng tròn  |
|  |                                      |

|  | Phalarodon atavus — Răng nón                                                                     |
|  |                                                                                                  |
|  | \| \| Phalarodon callawayi — Răng bẹt \| \| \| \| \| \| Phalarodon fraasi — Răng bẹt \| \| \| \| |
|  |                                                                                                  |
|  | Phalarodon callawayi — Răng bẹt                                                                  |
|  |                                                                                                  |
|  | Phalarodon fraasi — Răng bẹt                                                                     |
|  |                                                                                                  |

|  | Phalarodon callawayi — Răng bẹt |
|  |                                 |
|  | Phalarodon fraasi — Răng bẹt    |
|  |                                 |

|  | Mixosaurus kuhnschnyderi — Răng tròn |
|  |                                      |
|  | Mixosaurus panxianensis — Răng tròn  |
|  |                                      |

|  | Phalarodon atavus — Răng nón                                                                     |
|  |                                                                                                  |
|  | \| \| Phalarodon callawayi — Răng bẹt \| \| \| \| \| \| Phalarodon fraasi — Răng bẹt \| \| \| \| |
|  |                                                                                                  |
|  | Phalarodon callawayi — Răng bẹt                                                                  |
|  |                                                                                                  |
|  | Phalarodon fraasi — Răng bẹt                                                                     |
|  |                                                                                                  |

|  | Phalarodon callawayi — Răng bẹt |
|  |                                 |
|  | Phalarodon fraasi — Răng bẹt    |
|  |                                 |

|  | Cymbospondylus buchseri — Răng nón |
|  |                                    |
|  | Cymbospondylus nichollsi           |
|  |                                    |
|  | Cymbospondylus piscosus — Răng nón |
|  |                                    |
|  | Thalattoarchon — Răng nón          |
|  |                                    |
|  | Xinminosaurus — Răng bẹt           |
|  |                                    |

|  | Mixosaurus kuhnschnyderi — Răng tròn |
|  |                                      |
|  | Mixosaurus panxianensis — Răng tròn  |
|  |                                      |

|  | Phalarodon atavus — Răng nón                                                                     |
|  |                                                                                                  |
|  | \| \| Phalarodon callawayi — Răng bẹt \| \| \| \| \| \| Phalarodon fraasi — Răng bẹt \| \| \| \| |
|  |                                                                                                  |
|  | Phalarodon callawayi — Răng bẹt                                                                  |
|  |                                                                                                  |
|  | Phalarodon fraasi — Răng bẹt                                                                     |
|  |                                                                                                  |

|  | Phalarodon callawayi — Răng bẹt |
|  |                                 |
|  | Phalarodon fraasi — Răng bẹt    |
|  |                                 |

|  | Mixosaurus kuhnschnyderi — Răng tròn |
|  |                                      |
|  | Mixosaurus panxianensis — Răng tròn  |
|  |                                      |

|  | Phalarodon atavus — Răng nón                                                                     |
|  |                                                                                                  |
|  | \| \| Phalarodon callawayi — Răng bẹt \| \| \| \| \| \| Phalarodon fraasi — Răng bẹt \| \| \| \| |
|  |                                                                                                  |
|  | Phalarodon callawayi — Răng bẹt                                                                  |
|  |                                                                                                  |
|  | Phalarodon fraasi — Răng bẹt                                                                     |
|  |                                                                                                  |

|  | Phalarodon callawayi — Răng bẹt |
|  |                                 |
|  | Phalarodon fraasi — Răng bẹt    |
|  |                                 |

|  | Mixosaurus kuhnschnyderi — Răng tròn |
|  |                                      |
|  | Mixosaurus panxianensis — Răng tròn  |
|  |                                      |

|  | Phalarodon atavus — Răng nón                                                                     |
|  |                                                                                                  |
|  | \| \| Phalarodon callawayi — Răng bẹt \| \| \| \| \| \| Phalarodon fraasi — Răng bẹt \| \| \| \| |
|  |                                                                                                  |
|  | Phalarodon callawayi — Răng bẹt                                                                  |
|  |                                                                                                  |
|  | Phalarodon fraasi — Răng bẹt                                                                     |
|  |                                                                                                  |

|  | Phalarodon callawayi — Răng bẹt |
|  |                                 |
|  | Phalarodon fraasi — Răng bẹt    |
|  |                                 |

|  | Mixosaurus kuhnschnyderi — Răng tròn |
|  |                                      |
|  | Mixosaurus panxianensis — Răng tròn  |
|  |                                      |

|  | Phalarodon atavus — Răng nón                                                                     |
|  |                                                                                                  |
|  | \| \| Phalarodon callawayi — Răng bẹt \| \| \| \| \| \| Phalarodon fraasi — Răng bẹt \| \| \| \| |
|  |                                                                                                  |
|  | Phalarodon callawayi — Răng bẹt                                                                  |
|  |                                                                                                  |
|  | Phalarodon fraasi — Răng bẹt                                                                     |
|  |                                                                                                  |

|  | Phalarodon callawayi — Răng bẹt |
|  |                                 |
|  | Phalarodon fraasi — Răng bẹt    |
|  |                                 |

|  | Utatsusaurus — Răng nón                                                        |
|  |                                                                                |
|  | Parvinatator — Răng nón                                                        |
|  |                                                                                |
|  | \| \| Grippia — Răng tròn \| \| \| \| \| \| Gulosaurus — Răng tròn \| \| \| \| |
|  |                                                                                |
|  | Grippia — Răng tròn                                                            |
|  |                                                                                |
|  | Gulosaurus — Răng tròn                                                         |
|  |                                                                                |

|  | Grippia — Răng tròn    |
|  |                        |
|  | Gulosaurus — Răng tròn |
|  |                        |

|  | Cymbospondylus buchseri — Răng nón |
|  |                                    |
|  | Cymbospondylus nichollsi           |
|  |                                    |
|  | Cymbospondylus piscosus — Răng nón |
|  |                                    |
|  | Thalattoarchon — Răng nón          |
|  |                                    |
|  | Xinminosaurus — Răng bẹt           |
|  |                                    |

|  | Mixosaurus kuhnschnyderi — Răng tròn |
|  |                                      |
|  | Mixosaurus panxianensis — Răng tròn  |
|  |                                      |

|  | Phalarodon atavus — Răng nón                                                                     |
|  |                                                                                                  |
|  | \| \| Phalarodon callawayi — Răng bẹt \| \| \| \| \| \| Phalarodon fraasi — Răng bẹt \| \| \| \| |
|  |                                                                                                  |
|  | Phalarodon callawayi — Răng bẹt                                                                  |
|  |                                                                                                  |
|  | Phalarodon fraasi — Răng bẹt                                                                     |
|  |                                                                                                  |

|  | Phalarodon callawayi — Răng bẹt |
|  |                                 |
|  | Phalarodon fraasi — Răng bẹt    |
|  |                                 |

|  | Mixosaurus kuhnschnyderi — Răng tròn |
|  |                                      |
|  | Mixosaurus panxianensis — Răng tròn  |
|  |                                      |

|  | Phalarodon atavus — Răng nón                                                                     |
|  |                                                                                                  |
|  | \| \| Phalarodon callawayi — Răng bẹt \| \| \| \| \| \| Phalarodon fraasi — Răng bẹt \| \| \| \| |
|  |                                                                                                  |
|  | Phalarodon callawayi — Răng bẹt                                                                  |
|  |                                                                                                  |
|  | Phalarodon fraasi — Răng bẹt                                                                     |
|  |                                                                                                  |

|  | Phalarodon callawayi — Răng bẹt |
|  |                                 |
|  | Phalarodon fraasi — Răng bẹt    |
|  |                                 |

|  | Mixosaurus kuhnschnyderi — Răng tròn |
|  |                                      |
|  | Mixosaurus panxianensis — Răng tròn  |
|  |                                      |

|  | Phalarodon atavus — Răng nón                                                                     |
|  |                                                                                                  |
|  | \| \| Phalarodon callawayi — Răng bẹt \| \| \| \| \| \| Phalarodon fraasi — Răng bẹt \| \| \| \| |
|  |                                                                                                  |
|  | Phalarodon callawayi — Răng bẹt                                                                  |
|  |                                                                                                  |
|  | Phalarodon fraasi — Răng bẹt                                                                     |
|  |                                                                                                  |

|  | Phalarodon callawayi — Răng bẹt |
|  |                                 |
|  | Phalarodon fraasi — Răng bẹt    |
|  |                                 |

|  | Mixosaurus kuhnschnyderi — Răng tròn |
|  |                                      |
|  | Mixosaurus panxianensis — Răng tròn  |
|  |                                      |

|  | Phalarodon atavus — Răng nón                                                                     |
|  |                                                                                                  |
|  | \| \| Phalarodon callawayi — Răng bẹt \| \| \| \| \| \| Phalarodon fraasi — Răng bẹt \| \| \| \| |
|  |                                                                                                  |
|  | Phalarodon callawayi — Răng bẹt                                                                  |
|  |                                                                                                  |
|  | Phalarodon fraasi — Răng bẹt                                                                     |
|  |                                                                                                  |

|  | Phalarodon callawayi — Răng bẹt |
|  |                                 |
|  | Phalarodon fraasi — Răng bẹt    |
|  |                                 |

|  | Cymbospondylus buchseri — Răng nón |
|  |                                    |
|  | Cymbospondylus nichollsi           |
|  |                                    |
|  | Cymbospondylus piscosus — Răng nón |
|  |                                    |
|  | Thalattoarchon — Răng nón          |
|  |                                    |
|  | Xinminosaurus — Răng bẹt           |
|  |                                    |

|  | Mixosaurus kuhnschnyderi — Răng tròn |
|  |                                      |
|  | Mixosaurus panxianensis — Răng tròn  |
|  |                                      |

|  | Phalarodon atavus — Răng nón                                                                     |
|  |                                                                                                  |
|  | \| \| Phalarodon callawayi — Răng bẹt \| \| \| \| \| \| Phalarodon fraasi — Răng bẹt \| \| \| \| |
|  |                                                                                                  |
|  | Phalarodon callawayi — Răng bẹt                                                                  |
|  |                                                                                                  |
|  | Phalarodon fraasi — Răng bẹt                                                                     |
|  |                                                                                                  |

|  | Phalarodon callawayi — Răng bẹt |
|  |                                 |
|  | Phalarodon fraasi — Răng bẹt    |
|  |                                 |

|  | Mixosaurus kuhnschnyderi — Răng tròn |
|  |                                      |
|  | Mixosaurus panxianensis — Răng tròn  |
|  |                                      |

|  | Phalarodon atavus — Răng nón                                                                     |
|  |                                                                                                  |
|  | \| \| Phalarodon callawayi — Răng bẹt \| \| \| \| \| \| Phalarodon fraasi — Răng bẹt \| \| \| \| |
|  |                                                                                                  |
|  | Phalarodon callawayi — Răng bẹt                                                                  |
|  |                                                                                                  |
|  | Phalarodon fraasi — Răng bẹt                                                                     |
|  |                                                                                                  |

|  | Phalarodon callawayi — Răng bẹt |
|  |                                 |
|  | Phalarodon fraasi — Răng bẹt    |
|  |                                 |

|  | Mixosaurus kuhnschnyderi — Răng tròn |
|  |                                      |
|  | Mixosaurus panxianensis — Răng tròn  |
|  |                                      |

|  | Phalarodon atavus — Răng nón                                                                     |
|  |                                                                                                  |
|  | \| \| Phalarodon callawayi — Răng bẹt \| \| \| \| \| \| Phalarodon fraasi — Răng bẹt \| \| \| \| |
|  |                                                                                                  |
|  | Phalarodon callawayi — Răng bẹt                                                                  |
|  |                                                                                                  |
|  | Phalarodon fraasi — Răng bẹt                                                                     |
|  |                                                                                                  |

|  | Phalarodon callawayi — Răng bẹt |
|  |                                 |
|  | Phalarodon fraasi — Răng bẹt    |
|  |                                 |

|  | Mixosaurus kuhnschnyderi — Răng tròn |
|  |                                      |
|  | Mixosaurus panxianensis — Răng tròn  |
|  |                                      |

|  | Phalarodon atavus — Răng nón                                                                     |
|  |                                                                                                  |
|  | \| \| Phalarodon callawayi — Răng bẹt \| \| \| \| \| \| Phalarodon fraasi — Răng bẹt \| \| \| \| |
|  |                                                                                                  |
|  | Phalarodon callawayi — Răng bẹt                                                                  |
|  |                                                                                                  |
|  | Phalarodon fraasi — Răng bẹt                                                                     |
|  |                                                                                                  |

|  | Phalarodon callawayi — Răng bẹt |
|  |                                 |
|  | Phalarodon fraasi — Răng bẹt    |
|  |                                 |

|  | Sclerocormus             |
|  |                          |
|  | Cartorhynchus — Răng bẹt |
|  |                          |

|  | Chaohusaurus geishanensis — Răng tròn                                                                              |
|  | |
|  | Chaohusaurus zhangjiawanensis                                                                                      |
|  | |
|  | \| \| Chaohusaurus brevifemoralis — Răng tròn \| \| \| \| \| \| Chaohusaurus chaoxianensis — Răng tròn \| \| \| \| |
|  | |
|  | Chaohusaurus brevifemoralis — Răng tròn                                                                            |
|  | |
|  | Chaohusaurus chaoxianensis — Răng tròn                                                                             |
|  | |

|  | Chaohusaurus brevifemoralis — Răng tròn |
|  |                                         |
|  | Chaohusaurus chaoxianensis — Răng tròn  |
|  |                                         |

|  | Utatsusaurus — Răng nón                                                        |
|  |                                                                                |
|  | Parvinatator — Răng nón                                                        |
|  |                                                                                |
|  | \| \| Grippia — Răng tròn \| \| \| \| \| \| Gulosaurus — Răng tròn \| \| \| \| |
|  |                                                                                |
|  | Grippia — Răng tròn                                                            |
|  |                                                                                |
|  | Gulosaurus — Răng tròn                                                         |
|  |                                                                                |

|  | Grippia — Răng tròn    |
|  |                        |
|  | Gulosaurus — Răng tròn |
|  |                        |

|  | Cymbospondylus buchseri — Răng nón |
|  |                                    |
|  | Cymbospondylus nichollsi           |
|  |                                    |
|  | Cymbospondylus piscosus — Răng nón |
|  |                                    |
|  | Thalattoarchon — Răng nón          |
|  |                                    |
|  | Xinminosaurus — Răng bẹt           |
|  |                                    |

|  | Mixosaurus kuhnschnyderi — Răng tròn |
|  |                                      |
|  | Mixosaurus panxianensis — Răng tròn  |
|  |                                      |

|  | Phalarodon atavus — Răng nón                                                                     |
|  |                                                                                                  |
|  | \| \| Phalarodon callawayi — Răng bẹt \| \| \| \| \| \| Phalarodon fraasi — Răng bẹt \| \| \| \| |
|  |                                                                                                  |
|  | Phalarodon callawayi — Răng bẹt                                                                  |
|  |                                                                                                  |
|  | Phalarodon fraasi — Răng bẹt                                                                     |
|  |                                                                                                  |

|  | Phalarodon callawayi — Răng bẹt |
|  |                                 |
|  | Phalarodon fraasi — Răng bẹt    |
|  |                                 |

|  | Mixosaurus kuhnschnyderi — Răng tròn |
|  |                                      |
|  | Mixosaurus panxianensis — Răng tròn  |
|  |                                      |

|  | Phalarodon atavus — Răng nón                                                                     |
|  |                                                                                                  |
|  | \| \| Phalarodon callawayi — Răng bẹt \| \| \| \| \| \| Phalarodon fraasi — Răng bẹt \| \| \| \| |
|  |                                                                                                  |
|  | Phalarodon callawayi — Răng bẹt                                                                  |
|  |                                                                                                  |
|  | Phalarodon fraasi — Răng bẹt                                                                     |
|  |                                                                                                  |

|  | Phalarodon callawayi — Răng bẹt |
|  |                                 |
|  | Phalarodon fraasi — Răng bẹt    |
|  |                                 |

|  | Mixosaurus kuhnschnyderi — Răng tròn |
|  |                                      |
|  | Mixosaurus panxianensis — Răng tròn  |
|  |                                      |

|  | Phalarodon atavus — Răng nón                                                                     |
|  |                                                                                                  |
|  | \| \| Phalarodon callawayi — Răng bẹt \| \| \| \| \| \| Phalarodon fraasi — Răng bẹt \| \| \| \| |
|  |                                                                                                  |
|  | Phalarodon callawayi — Răng bẹt                                                                  |
|  |                                                                                                  |
|  | Phalarodon fraasi — Răng bẹt                                                                     |
|  |                                                                                                  |

|  | Phalarodon callawayi — Răng bẹt |
|  |                                 |
|  | Phalarodon fraasi — Răng bẹt    |
|  |                                 |

|  | Mixosaurus kuhnschnyderi — Răng tròn |
|  |                                      |
|  | Mixosaurus panxianensis — Răng tròn  |
|  |                                      |

|  | Phalarodon atavus — Răng nón                                                                     |
|  |                                                                                                  |
|  | \| \| Phalarodon callawayi — Răng bẹt \| \| \| \| \| \| Phalarodon fraasi — Răng bẹt \| \| \| \| |
|  |                                                                                                  |
|  | Phalarodon callawayi — Răng bẹt                                                                  |
|  |                                                                                                  |
|  | Phalarodon fraasi — Răng bẹt                                                                     |
|  |                                                                                                  |

|  | Phalarodon callawayi — Răng bẹt |
|  |                                 |
|  | Phalarodon fraasi — Răng bẹt    |
|  |                                 |

|  | Cymbospondylus buchseri — Răng nón |
|  |                                    |
|  | Cymbospondylus nichollsi           |
|  |                                    |
|  | Cymbospondylus piscosus — Răng nón |
|  |                                    |
|  | Thalattoarchon — Răng nón          |
|  |                                    |
|  | Xinminosaurus — Răng bẹt           |
|  |                                    |

|  | Mixosaurus kuhnschnyderi — Răng tròn |
|  |                                      |
|  | Mixosaurus panxianensis — Răng tròn  |
|  |                                      |

|  | Phalarodon atavus — Răng nón                                                                     |
|  |                                                                                                  |
|  | \| \| Phalarodon callawayi — Răng bẹt \| \| \| \| \| \| Phalarodon fraasi — Răng bẹt \| \| \| \| |
|  |                                                                                                  |
|  | Phalarodon callawayi — Răng bẹt                                                                  |
|  |                                                                                                  |
|  | Phalarodon fraasi — Răng bẹt                                                                     |
|  |                                                                                                  |

|  | Phalarodon callawayi — Răng bẹt |
|  |                                 |
|  | Phalarodon fraasi — Răng bẹt    |
|  |                                 |

|  | Mixosaurus kuhnschnyderi — Răng tròn |
|  |                                      |
|  | Mixosaurus panxianensis — Răng tròn  |
|  |                                      |

|  | Phalarodon atavus — Răng nón                                                                     |
|  |                                                                                                  |
|  | \| \| Phalarodon callawayi — Răng bẹt \| \| \| \| \| \| Phalarodon fraasi — Răng bẹt \| \| \| \| |
|  |                                                                                                  |
|  | Phalarodon callawayi — Răng bẹt                                                                  |
|  |                                                                                                  |
|  | Phalarodon fraasi — Răng bẹt                                                                     |
|  |                                                                                                  |

|  | Phalarodon callawayi — Răng bẹt |
|  |                                 |
|  | Phalarodon fraasi — Răng bẹt    |
|  |                                 |

|  | Mixosaurus kuhnschnyderi — Răng tròn |
|  |                                      |
|  | Mixosaurus panxianensis — Răng tròn  |
|  |                                      |

|  | Phalarodon atavus — Răng nón                                                                     |
|  |                                                                                                  |
|  | \| \| Phalarodon callawayi — Răng bẹt \| \| \| \| \| \| Phalarodon fraasi — Răng bẹt \| \| \| \| |
|  |                                                                                                  |
|  | Phalarodon callawayi — Răng bẹt                                                                  |
|  |                                                                                                  |
|  | Phalarodon fraasi — Răng bẹt                                                                     |
|  |                                                                                                  |

|  | Phalarodon callawayi — Răng bẹt |
|  |                                 |
|  | Phalarodon fraasi — Răng bẹt    |
|  |                                 |

|  | Mixosaurus kuhnschnyderi — Răng tròn |
|  |                                      |
|  | Mixosaurus panxianensis — Răng tròn  |
|  |                                      |

|  | Phalarodon atavus — Răng nón                                                                     |
|  |                                                                                                  |
|  | \| \| Phalarodon callawayi — Răng bẹt \| \| \| \| \| \| Phalarodon fraasi — Răng bẹt \| \| \| \| |
|  |                                                                                                  |
|  | Phalarodon callawayi — Răng bẹt                                                                  |
|  |                                                                                                  |
|  | Phalarodon fraasi — Răng bẹt                                                                     |
|  |                                                                                                  |

|  | Phalarodon callawayi — Răng bẹt |
|  |                                 |
|  | Phalarodon fraasi — Răng bẹt    |
|  |                                 |

|  | Utatsusaurus — Răng nón                                                        |
|  |                                                                                |
|  | Parvinatator — Răng nón                                                        |
|  |                                                                                |
|  | \| \| Grippia — Răng tròn \| \| \| \| \| \| Gulosaurus — Răng tròn \| \| \| \| |
|  |                                                                                |
|  | Grippia — Răng tròn                                                            |
|  |                                                                                |
|  | Gulosaurus — Răng tròn                                                         |
|  |                                                                                |

|  | Grippia — Răng tròn    |
|  |                        |
|  | Gulosaurus — Răng tròn |
|  |                        |

|  | Cymbospondylus buchseri — Răng nón |
|  |                                    |
|  | Cymbospondylus nichollsi           |
|  |                                    |
|  | Cymbospondylus piscosus — Răng nón |
|  |                                    |
|  | Thalattoarchon — Răng nón          |
|  |                                    |
|  | Xinminosaurus — Răng bẹt           |
|  |                                    |

|  | Mixosaurus kuhnschnyderi — Răng tròn |
|  |                                      |
|  | Mixosaurus panxianensis — Răng tròn  |
|  |                                      |

|  | Phalarodon atavus — Răng nón                                                                     |
|  |                                                                                                  |
|  | \| \| Phalarodon callawayi — Răng bẹt \| \| \| \| \| \| Phalarodon fraasi — Răng bẹt \| \| \| \| |
|  |                                                                                                  |
|  | Phalarodon callawayi — Răng bẹt                                                                  |
|  |                                                                                                  |
|  | Phalarodon fraasi — Răng bẹt                                                                     |
|  |                                                                                                  |

|  | Phalarodon callawayi — Răng bẹt |
|  |                                 |
|  | Phalarodon fraasi — Răng bẹt    |
|  |                                 |

|  | Mixosaurus kuhnschnyderi — Răng tròn |
|  |                                      |
|  | Mixosaurus panxianensis — Răng tròn  |
|  |                                      |

|  | Phalarodon atavus — Răng nón                                                                     |
|  |                                                                                                  |
|  | \| \| Phalarodon callawayi — Răng bẹt \| \| \| \| \| \| Phalarodon fraasi — Răng bẹt \| \| \| \| |
|  |                                                                                                  |
|  | Phalarodon callawayi — Răng bẹt                                                                  |
|  |                                                                                                  |
|  | Phalarodon fraasi — Răng bẹt                                                                     |
|  |                                                                                                  |

|  | Phalarodon callawayi — Răng bẹt |
|  |                                 |
|  | Phalarodon fraasi — Răng bẹt    |
|  |                                 |

|  | Mixosaurus kuhnschnyderi — Răng tròn |
|  |                                      |
|  | Mixosaurus panxianensis — Răng tròn  |
|  |                                      |

|  | Phalarodon atavus — Răng nón                                                                     |
|  |                                                                                                  |
|  | \| \| Phalarodon callawayi — Răng bẹt \| \| \| \| \| \| Phalarodon fraasi — Răng bẹt \| \| \| \| |
|  |                                                                                                  |
|  | Phalarodon callawayi — Răng bẹt                                                                  |
|  |                                                                                                  |
|  | Phalarodon fraasi — Răng bẹt                                                                     |
|  |                                                                                                  |

|  | Phalarodon callawayi — Răng bẹt |
|  |                                 |
|  | Phalarodon fraasi — Răng bẹt    |
|  |                                 |

|  | Mixosaurus kuhnschnyderi — Răng tròn |
|  |                                      |
|  | Mixosaurus panxianensis — Răng tròn  |
|  |                                      |

|  | Phalarodon atavus — Răng nón                                                                     |
|  |                                                                                                  |
|  | \| \| Phalarodon callawayi — Răng bẹt \| \| \| \| \| \| Phalarodon fraasi — Răng bẹt \| \| \| \| |
|  |                                                                                                  |
|  | Phalarodon callawayi — Răng bẹt                                                                  |
|  |                                                                                                  |
|  | Phalarodon fraasi — Răng bẹt                                                                     |
|  |                                                                                                  |

|  | Phalarodon callawayi — Răng bẹt |
|  |                                 |
|  | Phalarodon fraasi — Răng bẹt    |
|  |                                 |

|  | Cymbospondylus buchseri — Răng nón |
|  |                                    |
|  | Cymbospondylus nichollsi           |
|  |                                    |
|  | Cymbospondylus piscosus — Răng nón |
|  |                                    |
|  | Thalattoarchon — Răng nón          |
|  |                                    |
|  | Xinminosaurus — Răng bẹt           |
|  |                                    |

|  | Mixosaurus kuhnschnyderi — Răng tròn |
|  |                                      |
|  | Mixosaurus panxianensis — Răng tròn  |
|  |                                      |

|  | Phalarodon atavus — Răng nón                                                                     |
|  |                                                                                                  |
|  | \| \| Phalarodon callawayi — Răng bẹt \| \| \| \| \| \| Phalarodon fraasi — Răng bẹt \| \| \| \| |
|  |                                                                                                  |
|  | Phalarodon callawayi — Răng bẹt                                                                  |
|  |                                                                                                  |
|  | Phalarodon fraasi — Răng bẹt                                                                     |
|  |                                                                                                  |

|  | Phalarodon callawayi — Răng bẹt |
|  |                                 |
|  | Phalarodon fraasi — Răng bẹt    |
|  |                                 |

|  | Mixosaurus kuhnschnyderi — Răng tròn |
|  |                                      |
|  | Mixosaurus panxianensis — Răng tròn  |
|  |                                      |

|  | Phalarodon atavus — Răng nón                                                                     |
|  |                                                                                                  |
|  | \| \| Phalarodon callawayi — Răng bẹt \| \| \| \| \| \| Phalarodon fraasi — Răng bẹt \| \| \| \| |
|  |                                                                                                  |
|  | Phalarodon callawayi — Răng bẹt                                                                  |
|  |                                                                                                  |
|  | Phalarodon fraasi — Răng bẹt                                                                     |
|  |                                                                                                  |

|  | Phalarodon callawayi — Răng bẹt |
|  |                                 |
|  | Phalarodon fraasi — Răng bẹt    |
|  |                                 |

|  | Mixosaurus kuhnschnyderi — Răng tròn |
|  |                                      |
|  | Mixosaurus panxianensis — Răng tròn  |
|  |                                      |

|  | Phalarodon atavus — Răng nón                                                                     |
|  |                                                                                                  |
|  | \| \| Phalarodon callawayi — Răng bẹt \| \| \| \| \| \| Phalarodon fraasi — Răng bẹt \| \| \| \| |
|  |                                                                                                  |
|  | Phalarodon callawayi — Răng bẹt                                                                  |
|  |                                                                                                  |
|  | Phalarodon fraasi — Răng bẹt                                                                     |
|  |                                                                                                  |

|  | Phalarodon callawayi — Răng bẹt |
|  |                                 |
|  | Phalarodon fraasi — Răng bẹt    |
|  |                                 |

|  | Mixosaurus kuhnschnyderi — Răng tròn |
|  |                                      |
|  | Mixosaurus panxianensis — Răng tròn  |
|  |                                      |

|  | Phalarodon atavus — Răng nón                                                                     |
|  |                                                                                                  |
|  | \| \| Phalarodon callawayi — Răng bẹt \| \| \| \| \| \| Phalarodon fraasi — Răng bẹt \| \| \| \| |
|  |                                                                                                  |
|  | Phalarodon callawayi — Răng bẹt                                                                  |
|  |                                                                                                  |
|  | Phalarodon fraasi — Răng bẹt                                                                     |
|  |                                                                                                  |

|  | Phalarodon callawayi — Răng bẹt |
|  |                                 |
|  | Phalarodon fraasi — Răng bẹt    |
|  |                                 |

|  | Chaohusaurus geishanensis — Răng tròn                                                                              |
|  | |
|  | Chaohusaurus zhangjiawanensis                                                                                      |
|  | |
|  | \| \| Chaohusaurus brevifemoralis — Răng tròn \| \| \| \| \| \| Chaohusaurus chaoxianensis — Răng tròn \| \| \| \| |
|  | |
|  | Chaohusaurus brevifemoralis — Răng tròn                                                                            |
|  | |
|  | Chaohusaurus chaoxianensis — Răng tròn                                                                             |
|  | |

|  | Chaohusaurus brevifemoralis — Răng tròn |
|  |                                         |
|  | Chaohusaurus chaoxianensis — Răng tròn  |
|  |                                         |

|  | Utatsusaurus — Răng nón                                                        |
|  |                                                                                |
|  | Parvinatator — Răng nón                                                        |
|  |                                                                                |
|  | \| \| Grippia — Răng tròn \| \| \| \| \| \| Gulosaurus — Răng tròn \| \| \| \| |
|  |                                                                                |
|  | Grippia — Răng tròn                                                            |
|  |                                                                                |
|  | Gulosaurus — Răng tròn                                                         |
|  |                                                                                |

|  | Grippia — Răng tròn    |
|  |                        |
|  | Gulosaurus — Răng tròn |
|  |                        |

|  | Cymbospondylus buchseri — Răng nón |
|  |                                    |
|  | Cymbospondylus nichollsi           |
|  |                                    |
|  | Cymbospondylus piscosus — Răng nón |
|  |                                    |
|  | Thalattoarchon — Răng nón          |
|  |                                    |
|  | Xinminosaurus — Răng bẹt           |
|  |                                    |

|  | Mixosaurus kuhnschnyderi — Răng tròn |
|  |                                      |
|  | Mixosaurus panxianensis — Răng tròn  |
|  |                                      |

|  | Phalarodon atavus — Răng nón                                                                     |
|  |                                                                                                  |
|  | \| \| Phalarodon callawayi — Răng bẹt \| \| \| \| \| \| Phalarodon fraasi — Răng bẹt \| \| \| \| |
|  |                                                                                                  |
|  | Phalarodon callawayi — Răng bẹt                                                                  |
|  |                                                                                                  |
|  | Phalarodon fraasi — Răng bẹt                                                                     |
|  |                                                                                                  |

|  | Phalarodon callawayi — Răng bẹt |
|  |                                 |
|  | Phalarodon fraasi — Răng bẹt    |
|  |                                 |

|  | Mixosaurus kuhnschnyderi — Răng tròn |
|  |                                      |
|  | Mixosaurus panxianensis — Răng tròn  |
|  |                                      |

|  | Phalarodon atavus — Răng nón                                                                     |
|  |                                                                                                  |
|  | \| \| Phalarodon callawayi — Răng bẹt \| \| \| \| \| \| Phalarodon fraasi — Răng bẹt \| \| \| \| |
|  |                                                                                                  |
|  | Phalarodon callawayi — Răng bẹt                                                                  |
|  |                                                                                                  |
|  | Phalarodon fraasi — Răng bẹt                                                                     |
|  |                                                                                                  |

|  | Phalarodon callawayi — Răng bẹt |
|  |                                 |
|  | Phalarodon fraasi — Răng bẹt    |
|  |                                 |

|  | Mixosaurus kuhnschnyderi — Răng tròn |
|  |                                      |
|  | Mixosaurus panxianensis — Răng tròn  |
|  |                                      |

|  | Phalarodon atavus — Răng nón                                                                     |
|  |                                                                                                  |
|  | \| \| Phalarodon callawayi — Răng bẹt \| \| \| \| \| \| Phalarodon fraasi — Răng bẹt \| \| \| \| |
|  |                                                                                                  |
|  | Phalarodon callawayi — Răng bẹt                                                                  |
|  |                                                                                                  |
|  | Phalarodon fraasi — Răng bẹt                                                                     |
|  |                                                                                                  |

|  | Phalarodon callawayi — Răng bẹt |
|  |                                 |
|  | Phalarodon fraasi — Răng bẹt    |
|  |                                 |

|  | Mixosaurus kuhnschnyderi — Răng tròn |
|  |                                      |
|  | Mixosaurus panxianensis — Răng tròn  |
|  |                                      |

|  | Phalarodon atavus — Răng nón                                                                     |
|  |                                                                                                  |
|  | \| \| Phalarodon callawayi — Răng bẹt \| \| \| \| \| \| Phalarodon fraasi — Răng bẹt \| \| \| \| |
|  |                                                                                                  |
|  | Phalarodon callawayi — Răng bẹt                                                                  |
|  |                                                                                                  |
|  | Phalarodon fraasi — Răng bẹt                                                                     |
|  |                                                                                                  |

|  | Phalarodon callawayi — Răng bẹt |
|  |                                 |
|  | Phalarodon fraasi — Răng bẹt    |
|  |                                 |

|  | Cymbospondylus buchseri — Răng nón |
|  |                                    |
|  | Cymbospondylus nichollsi           |
|  |                                    |
|  | Cymbospondylus piscosus — Răng nón |
|  |                                    |
|  | Thalattoarchon — Răng nón          |
|  |                                    |
|  | Xinminosaurus — Răng bẹt           |
|  |                                    |

|  | Mixosaurus kuhnschnyderi — Răng tròn |
|  |                                      |
|  | Mixosaurus panxianensis — Răng tròn  |
|  |                                      |

|  | Phalarodon atavus — Răng nón                                                                     |
|  |                                                                                                  |
|  | \| \| Phalarodon callawayi — Răng bẹt \| \| \| \| \| \| Phalarodon fraasi — Răng bẹt \| \| \| \| |
|  |                                                                                                  |
|  | Phalarodon callawayi — Răng bẹt                                                                  |
|  |                                                                                                  |
|  | Phalarodon fraasi — Răng bẹt                                                                     |
|  |                                                                                                  |

|  | Phalarodon callawayi — Răng bẹt |
|  |                                 |
|  | Phalarodon fraasi — Răng bẹt    |
|  |                                 |

|  | Mixosaurus kuhnschnyderi — Răng tròn |
|  |                                      |
|  | Mixosaurus panxianensis — Răng tròn  |
|  |                                      |

|  | Phalarodon atavus — Răng nón                                                                     |
|  |                                                                                                  |
|  | \| \| Phalarodon callawayi — Răng bẹt \| \| \| \| \| \| Phalarodon fraasi — Răng bẹt \| \| \| \| |
|  |                                                                                                  |
|  | Phalarodon callawayi — Răng bẹt                                                                  |
|  |                                                                                                  |
|  | Phalarodon fraasi — Răng bẹt                                                                     |
|  |                                                                                                  |

|  | Phalarodon callawayi — Răng bẹt |
|  |                                 |
|  | Phalarodon fraasi — Răng bẹt    |
|  |                                 |

|  | Mixosaurus kuhnschnyderi — Răng tròn |
|  |                                      |
|  | Mixosaurus panxianensis — Răng tròn  |
|  |                                      |

|  | Phalarodon atavus — Răng nón                                                                     |
|  |                                                                                                  |
|  | \| \| Phalarodon callawayi — Răng bẹt \| \| \| \| \| \| Phalarodon fraasi — Răng bẹt \| \| \| \| |
|  |                                                                                                  |
|  | Phalarodon callawayi — Răng bẹt                                                                  |
|  |                                                                                                  |
|  | Phalarodon fraasi — Răng bẹt                                                                     |
|  |                                                                                                  |

|  | Phalarodon callawayi — Răng bẹt |
|  |                                 |
|  | Phalarodon fraasi — Răng bẹt    |
|  |                                 |

|  | Mixosaurus kuhnschnyderi — Răng tròn |
|  |                                      |
|  | Mixosaurus panxianensis — Răng tròn  |
|  |                                      |

|  | Phalarodon atavus — Răng nón                                                                     |
|  |                                                                                                  |
|  | \| \| Phalarodon callawayi — Răng bẹt \| \| \| \| \| \| Phalarodon fraasi — Răng bẹt \| \| \| \| |
|  |                                                                                                  |
|  | Phalarodon callawayi — Răng bẹt                                                                  |
|  |                                                                                                  |
|  | Phalarodon fraasi — Răng bẹt                                                                     |
|  |                                                                                                  |

|  | Phalarodon callawayi — Răng bẹt |
|  |                                 |
|  | Phalarodon fraasi — Răng bẹt    |
|  |                                 |

|  | Utatsusaurus — Răng nón                                                        |
|  |                                                                                |
|  | Parvinatator — Răng nón                                                        |
|  |                                                                                |
|  | \| \| Grippia — Răng tròn \| \| \| \| \| \| Gulosaurus — Răng tròn \| \| \| \| |
|  |                                                                                |
|  | Grippia — Răng tròn                                                            |
|  |                                                                                |
|  | Gulosaurus — Răng tròn                                                         |
|  |                                                                                |

|  | Grippia — Răng tròn    |
|  |                        |
|  | Gulosaurus — Răng tròn |
|  |                        |

|  | Cymbospondylus buchseri — Răng nón |
|  |                                    |
|  | Cymbospondylus nichollsi           |
|  |                                    |
|  | Cymbospondylus piscosus — Răng nón |
|  |                                    |
|  | Thalattoarchon — Răng nón          |
|  |                                    |
|  | Xinminosaurus — Răng bẹt           |
|  |                                    |

|  | Mixosaurus kuhnschnyderi — Răng tròn |
|  |                                      |
|  | Mixosaurus panxianensis — Răng tròn  |
|  |                                      |

|  | Phalarodon atavus — Răng nón                                                                     |
|  |                                                                                                  |
|  | \| \| Phalarodon callawayi — Răng bẹt \| \| \| \| \| \| Phalarodon fraasi — Răng bẹt \| \| \| \| |
|  |                                                                                                  |
|  | Phalarodon callawayi — Răng bẹt                                                                  |
|  |                                                                                                  |
|  | Phalarodon fraasi — Răng bẹt                                                                     |
|  |                                                                                                  |

|  | Phalarodon callawayi — Răng bẹt |
|  |                                 |
|  | Phalarodon fraasi — Răng bẹt    |
|  |                                 |

|  | Mixosaurus kuhnschnyderi — Răng tròn |
|  |                                      |
|  | Mixosaurus panxianensis — Răng tròn  |
|  |                                      |

|  | Phalarodon atavus — Răng nón                                                                     |
|  |                                                                                                  |
|  | \| \| Phalarodon callawayi — Răng bẹt \| \| \| \| \| \| Phalarodon fraasi — Răng bẹt \| \| \| \| |
|  |                                                                                                  |
|  | Phalarodon callawayi — Răng bẹt                                                                  |
|  |                                                                                                  |
|  | Phalarodon fraasi — Răng bẹt                                                                     |
|  |                                                                                                  |

|  | Phalarodon callawayi — Răng bẹt |
|  |                                 |
|  | Phalarodon fraasi — Răng bẹt    |
|  |                                 |

|  | Mixosaurus kuhnschnyderi — Răng tròn |
|  |                                      |
|  | Mixosaurus panxianensis — Răng tròn  |
|  |                                      |

|  | Phalarodon atavus — Răng nón                                                                     |
|  |                                                                                                  |
|  | \| \| Phalarodon callawayi — Răng bẹt \| \| \| \| \| \| Phalarodon fraasi — Răng bẹt \| \| \| \| |
|  |                                                                                                  |
|  | Phalarodon callawayi — Răng bẹt                                                                  |
|  |                                                                                                  |
|  | Phalarodon fraasi — Răng bẹt                                                                     |
|  |                                                                                                  |

|  | Phalarodon callawayi — Răng bẹt |
|  |                                 |
|  | Phalarodon fraasi — Răng bẹt    |
|  |                                 |

|  | Mixosaurus kuhnschnyderi — Răng tròn |
|  |                                      |
|  | Mixosaurus panxianensis — Răng tròn  |
|  |                                      |

|  | Phalarodon atavus — Răng nón                                                                     |
|  |                                                                                                  |
|  | \| \| Phalarodon callawayi — Răng bẹt \| \| \| \| \| \| Phalarodon fraasi — Răng bẹt \| \| \| \| |
|  |                                                                                                  |
|  | Phalarodon callawayi — Răng bẹt                                                                  |
|  |                                                                                                  |
|  | Phalarodon fraasi — Răng bẹt                                                                     |
|  |                                                                                                  |

|  | Phalarodon callawayi — Răng bẹt |
|  |                                 |
|  | Phalarodon fraasi — Răng bẹt    |
|  |                                 |

|  | Cymbospondylus buchseri — Răng nón |
|  |                                    |
|  | Cymbospondylus nichollsi           |
|  |                                    |
|  | Cymbospondylus piscosus — Răng nón |
|  |                                    |
|  | Thalattoarchon — Răng nón          |
|  |                                    |
|  | Xinminosaurus — Răng bẹt           |
|  |                                    |

|  | Mixosaurus kuhnschnyderi — Răng tròn |
|  |                                      |
|  | Mixosaurus panxianensis — Răng tròn  |
|  |                                      |

|  | Phalarodon atavus — Răng nón                                                                     |
|  |                                                                                                  |
|  | \| \| Phalarodon callawayi — Răng bẹt \| \| \| \| \| \| Phalarodon fraasi — Răng bẹt \| \| \| \| |
|  |                                                                                                  |
|  | Phalarodon callawayi — Răng bẹt                                                                  |
|  |                                                                                                  |
|  | Phalarodon fraasi — Răng bẹt                                                                     |
|  |                                                                                                  |

|  | Phalarodon callawayi — Răng bẹt |
|  |                                 |
|  | Phalarodon fraasi — Răng bẹt    |
|  |                                 |

|  | Mixosaurus kuhnschnyderi — Răng tròn |
|  |                                      |
|  | Mixosaurus panxianensis — Răng tròn  |
|  |                                      |

|  | Phalarodon atavus — Răng nón                                                                     |
|  |                                                                                                  |
|  | \| \| Phalarodon callawayi — Răng bẹt \| \| \| \| \| \| Phalarodon fraasi — Răng bẹt \| \| \| \| |
|  |                                                                                                  |
|  | Phalarodon callawayi — Răng bẹt                                                                  |
|  |                                                                                                  |
|  | Phalarodon fraasi — Răng bẹt                                                                     |
|  |                                                                                                  |

|  | Phalarodon callawayi — Răng bẹt |
|  |                                 |
|  | Phalarodon fraasi — Răng bẹt    |
|  |                                 |

|  | Mixosaurus kuhnschnyderi — Răng tròn |
|  |                                      |
|  | Mixosaurus panxianensis — Răng tròn  |
|  |                                      |

|  | Phalarodon atavus — Răng nón                                                                     |
|  |                                                                                                  |
|  | \| \| Phalarodon callawayi — Răng bẹt \| \| \| \| \| \| Phalarodon fraasi — Răng bẹt \| \| \| \| |
|  |                                                                                                  |
|  | Phalarodon callawayi — Răng bẹt                                                                  |
|  |                                                                                                  |
|  | Phalarodon fraasi — Răng bẹt                                                                     |
|  |                                                                                                  |

|  | Phalarodon callawayi — Răng bẹt |
|  |                                 |
|  | Phalarodon fraasi — Răng bẹt    |
|  |                                 |

|  | Mixosaurus kuhnschnyderi — Răng tròn |
|  |                                      |
|  | Mixosaurus panxianensis — Răng tròn  |
|  |                                      |

|  | Phalarodon atavus — Răng nón                                                                     |
|  |                                                                                                  |
|  | \| \| Phalarodon callawayi — Răng bẹt \| \| \| \| \| \| Phalarodon fraasi — Răng bẹt \| \| \| \| |
|  |                                                                                                  |
|  | Phalarodon callawayi — Răng bẹt                                                                  |
|  |                                                                                                  |
|  | Phalarodon fraasi — Răng bẹt                                                                     |
|  |                                                                                                  |

|  | Phalarodon callawayi — Răng bẹt |
|  |                                 |
|  | Phalarodon fraasi — Răng bẹt    |
|  |                                 |

|  | Sclerocormus             |
|  |                          |
|  | Cartorhynchus — Răng bẹt |
|  |                          |

|  | Chaohusaurus geishanensis — Răng tròn                                                                              |
|  | |
|  | Chaohusaurus zhangjiawanensis                                                                                      |
|  | |
|  | \| \| Chaohusaurus brevifemoralis — Răng tròn \| \| \| \| \| \| Chaohusaurus chaoxianensis — Răng tròn \| \| \| \| |
|  | |
|  | Chaohusaurus brevifemoralis — Răng tròn                                                                            |
|  | |
|  | Chaohusaurus chaoxianensis — Răng tròn                                                                             |
|  | |

|  | Chaohusaurus brevifemoralis — Răng tròn |
|  |                                         |
|  | Chaohusaurus chaoxianensis — Răng tròn  |
|  |                                         |

|  | Utatsusaurus — Răng nón                                                        |
|  |                                                                                |
|  | Parvinatator — Răng nón                                                        |
|  |                                                                                |
|  | \| \| Grippia — Răng tròn \| \| \| \| \| \| Gulosaurus — Răng tròn \| \| \| \| |
|  |                                                                                |
|  | Grippia — Răng tròn                                                            |
|  |                                                                                |
|  | Gulosaurus — Răng tròn                                                         |
|  |                                                                                |

|  | Grippia — Răng tròn    |
|  |                        |
|  | Gulosaurus — Răng tròn |
|  |                        |

|  | Cymbospondylus buchseri — Răng nón |
|  |                                    |
|  | Cymbospondylus nichollsi           |
|  |                                    |
|  | Cymbospondylus piscosus — Răng nón |
|  |                                    |
|  | Thalattoarchon — Răng nón          |
|  |                                    |
|  | Xinminosaurus — Răng bẹt           |
|  |                                    |

|  | Mixosaurus kuhnschnyderi — Răng tròn |
|  |                                      |
|  | Mixosaurus panxianensis — Răng tròn  |
|  |                                      |

|  | Phalarodon atavus — Răng nón                                                                     |
|  |                                                                                                  |
|  | \| \| Phalarodon callawayi — Răng bẹt \| \| \| \| \| \| Phalarodon fraasi — Răng bẹt \| \| \| \| |
|  |                                                                                                  |
|  | Phalarodon callawayi — Răng bẹt                                                                  |
|  |                                                                                                  |
|  | Phalarodon fraasi — Răng bẹt                                                                     |
|  |                                                                                                  |

|  | Phalarodon callawayi — Răng bẹt |
|  |                                 |
|  | Phalarodon fraasi — Răng bẹt    |
|  |                                 |

|  | Mixosaurus kuhnschnyderi — Răng tròn |
|  |                                      |
|  | Mixosaurus panxianensis — Răng tròn  |
|  |                                      |

|  | Phalarodon atavus — Răng nón                                                                     |
|  |                                                                                                  |
|  | \| \| Phalarodon callawayi — Răng bẹt \| \| \| \| \| \| Phalarodon fraasi — Răng bẹt \| \| \| \| |
|  |                                                                                                  |
|  | Phalarodon callawayi — Răng bẹt                                                                  |
|  |                                                                                                  |
|  | Phalarodon fraasi — Răng bẹt                                                                     |
|  |                                                                                                  |

|  | Phalarodon callawayi — Răng bẹt |
|  |                                 |
|  | Phalarodon fraasi — Răng bẹt    |
|  |                                 |

|  | Mixosaurus kuhnschnyderi — Răng tròn |
|  |                                      |
|  | Mixosaurus panxianensis — Răng tròn  |
|  |                                      |

|  | Phalarodon atavus — Răng nón                                                                     |
|  |                                                                                                  |
|  | \| \| Phalarodon callawayi — Răng bẹt \| \| \| \| \| \| Phalarodon fraasi — Răng bẹt \| \| \| \| |
|  |                                                                                                  |
|  | Phalarodon callawayi — Răng bẹt                                                                  |
|  |                                                                                                  |
|  | Phalarodon fraasi — Răng bẹt                                                                     |
|  |                                                                                                  |

|  | Phalarodon callawayi — Răng bẹt |
|  |                                 |
|  | Phalarodon fraasi — Răng bẹt    |
|  |                                 |

|  | Mixosaurus kuhnschnyderi — Răng tròn |
|  |                                      |
|  | Mixosaurus panxianensis — Răng tròn  |
|  |                                      |

|  | Phalarodon atavus — Răng nón                                                                     |
|  |                                                                                                  |
|  | \| \| Phalarodon callawayi — Răng bẹt \| \| \| \| \| \| Phalarodon fraasi — Răng bẹt \| \| \| \| |
|  |                                                                                                  |
|  | Phalarodon callawayi — Răng bẹt                                                                  |
|  |                                                                                                  |
|  | Phalarodon fraasi — Răng bẹt                                                                     |
|  |                                                                                                  |

|  | Phalarodon callawayi — Răng bẹt |
|  |                                 |
|  | Phalarodon fraasi — Răng bẹt    |
|  |                                 |

|  | Cymbospondylus buchseri — Răng nón |
|  |                                    |
|  | Cymbospondylus nichollsi           |
|  |                                    |
|  | Cymbospondylus piscosus — Răng nón |
|  |                                    |
|  | Thalattoarchon — Răng nón          |
|  |                                    |
|  | Xinminosaurus — Răng bẹt           |
|  |                                    |

|  | Mixosaurus kuhnschnyderi — Răng tròn |
|  |                                      |
|  | Mixosaurus panxianensis — Răng tròn  |
|  |                                      |

|  | Phalarodon atavus — Răng nón                                                                     |
|  |                                                                                                  |
|  | \| \| Phalarodon callawayi — Răng bẹt \| \| \| \| \| \| Phalarodon fraasi — Răng bẹt \| \| \| \| |
|  |                                                                                                  |
|  | Phalarodon callawayi — Răng bẹt                                                                  |
|  |                                                                                                  |
|  | Phalarodon fraasi — Răng bẹt                                                                     |
|  |                                                                                                  |

|  | Phalarodon callawayi — Răng bẹt |
|  |                                 |
|  | Phalarodon fraasi — Răng bẹt    |
|  |                                 |

|  | Mixosaurus kuhnschnyderi — Răng tròn |
|  |                                      |
|  | Mixosaurus panxianensis — Răng tròn  |
|  |                                      |

|  | Phalarodon atavus — Răng nón                                                                     |
|  |                                                                                                  |
|  | \| \| Phalarodon callawayi — Răng bẹt \| \| \| \| \| \| Phalarodon fraasi — Răng bẹt \| \| \| \| |
|  |                                                                                                  |
|  | Phalarodon callawayi — Răng bẹt                                                                  |
|  |                                                                                                  |
|  | Phalarodon fraasi — Răng bẹt                                                                     |
|  |                                                                                                  |

|  | Phalarodon callawayi — Răng bẹt |
|  |                                 |
|  | Phalarodon fraasi — Răng bẹt    |
|  |                                 |

|  | Mixosaurus kuhnschnyderi — Răng tròn |
|  |                                      |
|  | Mixosaurus panxianensis — Răng tròn  |
|  |                                      |

|  | Phalarodon atavus — Răng nón                                                                     |
|  |                                                                                                  |
|  | \| \| Phalarodon callawayi — Răng bẹt \| \| \| \| \| \| Phalarodon fraasi — Răng bẹt \| \| \| \| |
|  |                                                                                                  |
|  | Phalarodon callawayi — Răng bẹt                                                                  |
|  |                                                                                                  |
|  | Phalarodon fraasi — Răng bẹt                                                                     |
|  |                                                                                                  |

|  | Phalarodon callawayi — Răng bẹt |
|  |                                 |
|  | Phalarodon fraasi — Răng bẹt    |
|  |                                 |

|  | Mixosaurus kuhnschnyderi — Răng tròn |
|  |                                      |
|  | Mixosaurus panxianensis — Răng tròn  |
|  |                                      |

|  | Phalarodon atavus — Răng nón                                                                     |
|  |                                                                                                  |
|  | \| \| Phalarodon callawayi — Răng bẹt \| \| \| \| \| \| Phalarodon fraasi — Răng bẹt \| \| \| \| |
|  |                                                                                                  |
|  | Phalarodon callawayi — Răng bẹt                                                                  |
|  |                                                                                                  |
|  | Phalarodon fraasi — Răng bẹt                                                                     |
|  |                                                                                                  |

|  | Phalarodon callawayi — Răng bẹt |
|  |                                 |
|  | Phalarodon fraasi — Răng bẹt    |
|  |                                 |

|  | Utatsusaurus — Răng nón                                                        |
|  |                                                                                |
|  | Parvinatator — Răng nón                                                        |
|  |                                                                                |
|  | \| \| Grippia — Răng tròn \| \| \| \| \| \| Gulosaurus — Răng tròn \| \| \| \| |
|  |                                                                                |
|  | Grippia — Răng tròn                                                            |
|  |                                                                                |
|  | Gulosaurus — Răng tròn                                                         |
|  |                                                                                |

|  | Grippia — Răng tròn    |
|  |                        |
|  | Gulosaurus — Răng tròn |
|  |                        |

|  | Cymbospondylus buchseri — Răng nón |
|  |                                    |
|  | Cymbospondylus nichollsi           |
|  |                                    |
|  | Cymbospondylus piscosus — Răng nón |
|  |                                    |
|  | Thalattoarchon — Răng nón          |
|  |                                    |
|  | Xinminosaurus — Răng bẹt           |
|  |                                    |

|  | Mixosaurus kuhnschnyderi — Răng tròn |
|  |                                      |
|  | Mixosaurus panxianensis — Răng tròn  |
|  |                                      |

|  | Phalarodon atavus — Răng nón                                                                     |
|  |                                                                                                  |
|  | \| \| Phalarodon callawayi — Răng bẹt \| \| \| \| \| \| Phalarodon fraasi — Răng bẹt \| \| \| \| |
|  |                                                                                                  |
|  | Phalarodon callawayi — Răng bẹt                                                                  |
|  |                                                                                                  |
|  | Phalarodon fraasi — Răng bẹt                                                                     |
|  |                                                                                                  |

|  | Phalarodon callawayi — Răng bẹt |
|  |                                 |
|  | Phalarodon fraasi — Răng bẹt    |
|  |                                 |

|  | Mixosaurus kuhnschnyderi — Răng tròn |
|  |                                      |
|  | Mixosaurus panxianensis — Răng tròn  |
|  |                                      |

|  | Phalarodon atavus — Răng nón                                                                     |
|  |                                                                                                  |
|  | \| \| Phalarodon callawayi — Răng bẹt \| \| \| \| \| \| Phalarodon fraasi — Răng bẹt \| \| \| \| |
|  |                                                                                                  |
|  | Phalarodon callawayi — Răng bẹt                                                                  |
|  |                                                                                                  |
|  | Phalarodon fraasi — Răng bẹt                                                                     |
|  |                                                                                                  |

|  | Phalarodon callawayi — Răng bẹt |
|  |                                 |
|  | Phalarodon fraasi — Răng bẹt    |
|  |                                 |

|  | Mixosaurus kuhnschnyderi — Răng tròn |
|  |                                      |
|  | Mixosaurus panxianensis — Răng tròn  |
|  |                                      |

|  | Phalarodon atavus — Răng nón                                                                     |
|  |                                                                                                  |
|  | \| \| Phalarodon callawayi — Răng bẹt \| \| \| \| \| \| Phalarodon fraasi — Răng bẹt \| \| \| \| |
|  |                                                                                                  |
|  | Phalarodon callawayi — Răng bẹt                                                                  |
|  |                                                                                                  |
|  | Phalarodon fraasi — Răng bẹt                                                                     |
|  |                                                                                                  |

|  | Phalarodon callawayi — Răng bẹt |
|  |                                 |
|  | Phalarodon fraasi — Răng bẹt    |
|  |                                 |

|  | Mixosaurus kuhnschnyderi — Răng tròn |
|  |                                      |
|  | Mixosaurus panxianensis — Răng tròn  |
|  |                                      |

|  | Phalarodon atavus — Răng nón                                                                     |
|  |                                                                                                  |
|  | \| \| Phalarodon callawayi — Răng bẹt \| \| \| \| \| \| Phalarodon fraasi — Răng bẹt \| \| \| \| |
|  |                                                                                                  |
|  | Phalarodon callawayi — Răng bẹt                                                                  |
|  |                                                                                                  |
|  | Phalarodon fraasi — Răng bẹt                                                                     |
|  |                                                                                                  |

|  | Phalarodon callawayi — Răng bẹt |
|  |                                 |
|  | Phalarodon fraasi — Răng bẹt    |
|  |                                 |

|  | Cymbospondylus buchseri — Răng nón |
|  |                                    |
|  | Cymbospondylus nichollsi           |
|  |                                    |
|  | Cymbospondylus piscosus — Răng nón |
|  |                                    |
|  | Thalattoarchon — Răng nón          |
|  |                                    |
|  | Xinminosaurus — Răng bẹt           |
|  |                                    |

|  | Mixosaurus kuhnschnyderi — Răng tròn |
|  |                                      |
|  | Mixosaurus panxianensis — Răng tròn  |
|  |                                      |

|  | Phalarodon atavus — Răng nón                                                                     |
|  |                                                                                                  |
|  | \| \| Phalarodon callawayi — Răng bẹt \| \| \| \| \| \| Phalarodon fraasi — Răng bẹt \| \| \| \| |
|  |                                                                                                  |
|  | Phalarodon callawayi — Răng bẹt                                                                  |
|  |                                                                                                  |
|  | Phalarodon fraasi — Răng bẹt                                                                     |
|  |                                                                                                  |

|  | Phalarodon callawayi — Răng bẹt |
|  |                                 |
|  | Phalarodon fraasi — Răng bẹt    |
|  |                                 |

|  | Mixosaurus kuhnschnyderi — Răng tròn |
|  |                                      |
|  | Mixosaurus panxianensis — Răng tròn  |
|  |                                      |

|  | Phalarodon atavus — Răng nón                                                                     |
|  |                                                                                                  |
|  | \| \| Phalarodon callawayi — Răng bẹt \| \| \| \| \| \| Phalarodon fraasi — Răng bẹt \| \| \| \| |
|  |                                                                                                  |
|  | Phalarodon callawayi — Răng bẹt                                                                  |
|  |                                                                                                  |
|  | Phalarodon fraasi — Răng bẹt                                                                     |
|  |                                                                                                  |

|  | Phalarodon callawayi — Răng bẹt |
|  |                                 |
|  | Phalarodon fraasi — Răng bẹt    |
|  |                                 |

|  | Mixosaurus kuhnschnyderi — Răng tròn |
|  |                                      |
|  | Mixosaurus panxianensis — Răng tròn  |
|  |                                      |

|  | Phalarodon atavus — Răng nón                                                                     |
|  |                                                                                                  |
|  | \| \| Phalarodon callawayi — Răng bẹt \| \| \| \| \| \| Phalarodon fraasi — Răng bẹt \| \| \| \| |
|  |                                                                                                  |
|  | Phalarodon callawayi — Răng bẹt                                                                  |
|  |                                                                                                  |
|  | Phalarodon fraasi — Răng bẹt                                                                     |
|  |                                                                                                  |

|  | Phalarodon callawayi — Răng bẹt |
|  |                                 |
|  | Phalarodon fraasi — Răng bẹt    |
|  |                                 |

|  | Mixosaurus kuhnschnyderi — Răng tròn |
|  |                                      |
|  | Mixosaurus panxianensis — Răng tròn  |
|  |                                      |

|  | Phalarodon atavus — Răng nón                                                                     |
|  |                                                                                                  |
|  | \| \| Phalarodon callawayi — Răng bẹt \| \| \| \| \| \| Phalarodon fraasi — Răng bẹt \| \| \| \| |
|  |                                                                                                  |
|  | Phalarodon callawayi — Răng bẹt                                                                  |
|  |                                                                                                  |
|  | Phalarodon fraasi — Răng bẹt                                                                     |
|  |                                                                                                  |

|  | Phalarodon callawayi — Răng bẹt |
|  |                                 |
|  | Phalarodon fraasi — Răng bẹt    |
|  |                                 |

|  | Chaohusaurus geishanensis — Răng tròn                                                                              |
|  | |
|  | Chaohusaurus zhangjiawanensis                                                                                      |
|  | |
|  | \| \| Chaohusaurus brevifemoralis — Răng tròn \| \| \| \| \| \| Chaohusaurus chaoxianensis — Răng tròn \| \| \| \| |
|  | |
|  | Chaohusaurus brevifemoralis — Răng tròn                                                                            |
|  | |
|  | Chaohusaurus chaoxianensis — Răng tròn                                                                             |
|  | |

|  | Chaohusaurus brevifemoralis — Răng tròn |
|  |                                         |
|  | Chaohusaurus chaoxianensis — Răng tròn  |
|  |                                         |

|  | Utatsusaurus — Răng nón                                                        |
|  |                                                                                |
|  | Parvinatator — Răng nón                                                        |
|  |                                                                                |
|  | \| \| Grippia — Răng tròn \| \| \| \| \| \| Gulosaurus — Răng tròn \| \| \| \| |
|  |                                                                                |
|  | Grippia — Răng tròn                                                            |
|  |                                                                                |
|  | Gulosaurus — Răng tròn                                                         |
|  |                                                                                |

|  | Grippia — Răng tròn    |
|  |                        |
|  | Gulosaurus — Răng tròn |
|  |                        |

|  | Cymbospondylus buchseri — Răng nón |
|  |                                    |
|  | Cymbospondylus nichollsi           |
|  |                                    |
|  | Cymbospondylus piscosus — Răng nón |
|  |                                    |
|  | Thalattoarchon — Răng nón          |
|  |                                    |
|  | Xinminosaurus — Răng bẹt           |
|  |                                    |

|  | Mixosaurus kuhnschnyderi — Răng tròn |
|  |                                      |
|  | Mixosaurus panxianensis — Răng tròn  |
|  |                                      |

|  | Phalarodon atavus — Răng nón                                                                     |
|  |                                                                                                  |
|  | \| \| Phalarodon callawayi — Răng bẹt \| \| \| \| \| \| Phalarodon fraasi — Răng bẹt \| \| \| \| |
|  |                                                                                                  |
|  | Phalarodon callawayi — Răng bẹt                                                                  |
|  |                                                                                                  |
|  | Phalarodon fraasi — Răng bẹt                                                                     |
|  |                                                                                                  |

|  | Phalarodon callawayi — Răng bẹt |
|  |                                 |
|  | Phalarodon fraasi — Răng bẹt    |
|  |                                 |

|  | Mixosaurus kuhnschnyderi — Răng tròn |
|  |                                      |
|  | Mixosaurus panxianensis — Răng tròn  |
|  |                                      |

|  | Phalarodon atavus — Răng nón                                                                     |
|  |                                                                                                  |
|  | \| \| Phalarodon callawayi — Răng bẹt \| \| \| \| \| \| Phalarodon fraasi — Răng bẹt \| \| \| \| |
|  |                                                                                                  |
|  | Phalarodon callawayi — Răng bẹt                                                                  |
|  |                                                                                                  |
|  | Phalarodon fraasi — Răng bẹt                                                                     |
|  |                                                                                                  |

|  | Phalarodon callawayi — Răng bẹt |
|  |                                 |
|  | Phalarodon fraasi — Răng bẹt    |
|  |                                 |

|  | Mixosaurus kuhnschnyderi — Răng tròn |
|  |                                      |
|  | Mixosaurus panxianensis — Răng tròn  |
|  |                                      |

|  | Phalarodon atavus — Răng nón                                                                     |
|  |                                                                                                  |
|  | \| \| Phalarodon callawayi — Răng bẹt \| \| \| \| \| \| Phalarodon fraasi — Răng bẹt \| \| \| \| |
|  |                                                                                                  |
|  | Phalarodon callawayi — Răng bẹt                                                                  |
|  |                                                                                                  |
|  | Phalarodon fraasi — Răng bẹt                                                                     |
|  |                                                                                                  |

|  | Phalarodon callawayi — Răng bẹt |
|  |                                 |
|  | Phalarodon fraasi — Răng bẹt    |
|  |                                 |

|  | Mixosaurus kuhnschnyderi — Răng tròn |
|  |                                      |
|  | Mixosaurus panxianensis — Răng tròn  |
|  |                                      |

|  | Phalarodon atavus — Răng nón                                                                     |
|  |                                                                                                  |
|  | \| \| Phalarodon callawayi — Răng bẹt \| \| \| \| \| \| Phalarodon fraasi — Răng bẹt \| \| \| \| |
|  |                                                                                                  |
|  | Phalarodon callawayi — Răng bẹt                                                                  |
|  |                                                                                                  |
|  | Phalarodon fraasi — Răng bẹt                                                                     |
|  |                                                                                                  |

|  | Phalarodon callawayi — Răng bẹt |
|  |                                 |
|  | Phalarodon fraasi — Răng bẹt    |
|  |                                 |

|  | Cymbospondylus buchseri — Răng nón |
|  |                                    |
|  | Cymbospondylus nichollsi           |
|  |                                    |
|  | Cymbospondylus piscosus — Răng nón |
|  |                                    |
|  | Thalattoarchon — Răng nón          |
|  |                                    |
|  | Xinminosaurus — Răng bẹt           |
|  |                                    |

|  | Mixosaurus kuhnschnyderi — Răng tròn |
|  |                                      |
|  | Mixosaurus panxianensis — Răng tròn  |
|  |                                      |

|  | Phalarodon atavus — Răng nón                                                                     |
|  |                                                                                                  |
|  | \| \| Phalarodon callawayi — Răng bẹt \| \| \| \| \| \| Phalarodon fraasi — Răng bẹt \| \| \| \| |
|  |                                                                                                  |
|  | Phalarodon callawayi — Răng bẹt                                                                  |
|  |                                                                                                  |
|  | Phalarodon fraasi — Răng bẹt                                                                     |
|  |                                                                                                  |

|  | Phalarodon callawayi — Răng bẹt |
|  |                                 |
|  | Phalarodon fraasi — Răng bẹt    |
|  |                                 |

|  | Mixosaurus kuhnschnyderi — Răng tròn |
|  |                                      |
|  | Mixosaurus panxianensis — Răng tròn  |
|  |                                      |

|  | Phalarodon atavus — Răng nón                                                                     |
|  |                                                                                                  |
|  | \| \| Phalarodon callawayi — Răng bẹt \| \| \| \| \| \| Phalarodon fraasi — Răng bẹt \| \| \| \| |
|  |                                                                                                  |
|  | Phalarodon callawayi — Răng bẹt                                                                  |
|  |                                                                                                  |
|  | Phalarodon fraasi — Răng bẹt                                                                     |
|  |                                                                                                  |

|  | Phalarodon callawayi — Răng bẹt |
|  |                                 |
|  | Phalarodon fraasi — Răng bẹt    |
|  |                                 |

|  | Mixosaurus kuhnschnyderi — Răng tròn |
|  |                                      |
|  | Mixosaurus panxianensis — Răng tròn  |
|  |                                      |

|  | Phalarodon atavus — Răng nón                                                                     |
|  |                                                                                                  |
|  | \| \| Phalarodon callawayi — Răng bẹt \| \| \| \| \| \| Phalarodon fraasi — Răng bẹt \| \| \| \| |
|  |                                                                                                  |
|  | Phalarodon callawayi — Răng bẹt                                                                  |
|  |                                                                                                  |
|  | Phalarodon fraasi — Răng bẹt                                                                     |
|  |                                                                                                  |

|  | Phalarodon callawayi — Răng bẹt |
|  |                                 |
|  | Phalarodon fraasi — Răng bẹt    |
|  |                                 |

|  | Mixosaurus kuhnschnyderi — Răng tròn |
|  |                                      |
|  | Mixosaurus panxianensis — Răng tròn  |
|  |                                      |

|  | Phalarodon atavus — Răng nón                                                                     |
|  |                                                                                                  |
|  | \| \| Phalarodon callawayi — Răng bẹt \| \| \| \| \| \| Phalarodon fraasi — Răng bẹt \| \| \| \| |
|  |                                                                                                  |
|  | Phalarodon callawayi — Răng bẹt                                                                  |
|  |                                                                                                  |
|  | Phalarodon fraasi — Răng bẹt                                                                     |
|  |                                                                                                  |

|  | Phalarodon callawayi — Răng bẹt |
|  |                                 |
|  | Phalarodon fraasi — Răng bẹt    |
|  |                                 |

|  | Utatsusaurus — Răng nón                                                        |
|  |                                                                                |
|  | Parvinatator — Răng nón                                                        |
|  |                                                                                |
|  | \| \| Grippia — Răng tròn \| \| \| \| \| \| Gulosaurus — Răng tròn \| \| \| \| |
|  |                                                                                |
|  | Grippia — Răng tròn                                                            |
|  |                                                                                |
|  | Gulosaurus — Răng tròn                                                         |
|  |                                                                                |

|  | Grippia — Răng tròn    |
|  |                        |
|  | Gulosaurus — Răng tròn |
|  |                        |

|  | Cymbospondylus buchseri — Răng nón |
|  |                                    |
|  | Cymbospondylus nichollsi           |
|  |                                    |
|  | Cymbospondylus piscosus — Răng nón |
|  |                                    |
|  | Thalattoarchon — Răng nón          |
|  |                                    |
|  | Xinminosaurus — Răng bẹt           |
|  |                                    |

|  | Mixosaurus kuhnschnyderi — Răng tròn |
|  |                                      |
|  | Mixosaurus panxianensis — Răng tròn  |
|  |                                      |

|  | Phalarodon atavus — Răng nón                                                                     |
|  |                                                                                                  |
|  | \| \| Phalarodon callawayi — Răng bẹt \| \| \| \| \| \| Phalarodon fraasi — Răng bẹt \| \| \| \| |
|  |                                                                                                  |
|  | Phalarodon callawayi — Răng bẹt                                                                  |
|  |                                                                                                  |
|  | Phalarodon fraasi — Răng bẹt                                                                     |
|  |                                                                                                  |

|  | Phalarodon callawayi — Răng bẹt |
|  |                                 |
|  | Phalarodon fraasi — Răng bẹt    |
|  |                                 |

|  | Mixosaurus kuhnschnyderi — Răng tròn |
|  |                                      |
|  | Mixosaurus panxianensis — Răng tròn  |
|  |                                      |

|  | Phalarodon atavus — Răng nón                                                                     |
|  |                                                                                                  |
|  | \| \| Phalarodon callawayi — Răng bẹt \| \| \| \| \| \| Phalarodon fraasi — Răng bẹt \| \| \| \| |
|  |                                                                                                  |
|  | Phalarodon callawayi — Răng bẹt                                                                  |
|  |                                                                                                  |
|  | Phalarodon fraasi — Răng bẹt                                                                     |
|  |                                                                                                  |

|  | Phalarodon callawayi — Răng bẹt |
|  |                                 |
|  | Phalarodon fraasi — Răng bẹt    |
|  |                                 |

|  | Mixosaurus kuhnschnyderi — Răng tròn |
|  |                                      |
|  | Mixosaurus panxianensis — Răng tròn  |
|  |                                      |

|  | Phalarodon atavus — Răng nón                                                                     |
|  |                                                                                                  |
|  | \| \| Phalarodon callawayi — Răng bẹt \| \| \| \| \| \| Phalarodon fraasi — Răng bẹt \| \| \| \| |
|  |                                                                                                  |
|  | Phalarodon callawayi — Răng bẹt                                                                  |
|  |                                                                                                  |
|  | Phalarodon fraasi — Răng bẹt                                                                     |
|  |                                                                                                  |

|  | Phalarodon callawayi — Răng bẹt |
|  |                                 |
|  | Phalarodon fraasi — Răng bẹt    |
|  |                                 |

|  | Mixosaurus kuhnschnyderi — Răng tròn |
|  |                                      |
|  | Mixosaurus panxianensis — Răng tròn  |
|  |                                      |

|  | Phalarodon atavus — Răng nón                                                                     |
|  |                                                                                                  |
|  | \| \| Phalarodon callawayi — Răng bẹt \| \| \| \| \| \| Phalarodon fraasi — Răng bẹt \| \| \| \| |
|  |                                                                                                  |
|  | Phalarodon callawayi — Răng bẹt                                                                  |
|  |                                                                                                  |
|  | Phalarodon fraasi — Răng bẹt                                                                     |
|  |                                                                                                  |

|  | Phalarodon callawayi — Răng bẹt |
|  |                                 |
|  | Phalarodon fraasi — Răng bẹt    |
|  |                                 |

|  | Cymbospondylus buchseri — Răng nón |
|  |                                    |
|  | Cymbospondylus nichollsi           |
|  |                                    |
|  | Cymbospondylus piscosus — Răng nón |
|  |                                    |
|  | Thalattoarchon — Răng nón          |
|  |                                    |
|  | Xinminosaurus — Răng bẹt           |
|  |                                    |

|  | Mixosaurus kuhnschnyderi — Răng tròn |
|  |                                      |
|  | Mixosaurus panxianensis — Răng tròn  |
|  |                                      |

|  | Phalarodon atavus — Răng nón                                                                     |
|  |                                                                                                  |
|  | \| \| Phalarodon callawayi — Răng bẹt \| \| \| \| \| \| Phalarodon fraasi — Răng bẹt \| \| \| \| |
|  |                                                                                                  |
|  | Phalarodon callawayi — Răng bẹt                                                                  |
|  |                                                                                                  |
|  | Phalarodon fraasi — Răng bẹt                                                                     |
|  |                                                                                                  |

|  | Phalarodon callawayi — Răng bẹt |
|  |                                 |
|  | Phalarodon fraasi — Răng bẹt    |
|  |                                 |

|  | Mixosaurus kuhnschnyderi — Răng tròn |
|  |                                      |
|  | Mixosaurus panxianensis — Răng tròn  |
|  |                                      |

|  | Phalarodon atavus — Răng nón                                                                     |
|  |                                                                                                  |
|  | \| \| Phalarodon callawayi — Răng bẹt \| \| \| \| \| \| Phalarodon fraasi — Răng bẹt \| \| \| \| |
|  |                                                                                                  |
|  | Phalarodon callawayi — Răng bẹt                                                                  |
|  |                                                                                                  |
|  | Phalarodon fraasi — Răng bẹt                                                                     |
|  |                                                                                                  |

|  | Phalarodon callawayi — Răng bẹt |
|  |                                 |
|  | Phalarodon fraasi — Răng bẹt    |
|  |                                 |

|  | Mixosaurus kuhnschnyderi — Răng tròn |
|  |                                      |
|  | Mixosaurus panxianensis — Răng tròn  |
|  |                                      |

|  | Phalarodon atavus — Răng nón                                                                     |
|  |                                                                                                  |
|  | \| \| Phalarodon callawayi — Răng bẹt \| \| \| \| \| \| Phalarodon fraasi — Răng bẹt \| \| \| \| |
|  |                                                                                                  |
|  | Phalarodon callawayi — Răng bẹt                                                                  |
|  |                                                                                                  |
|  | Phalarodon fraasi — Răng bẹt                                                                     |
|  |                                                                                                  |

|  | Phalarodon callawayi — Răng bẹt |
|  |                                 |
|  | Phalarodon fraasi — Răng bẹt    |
|  |                                 |

|  | Mixosaurus kuhnschnyderi — Răng tròn |
|  |                                      |
|  | Mixosaurus panxianensis — Răng tròn  |
|  |                                      |

|  | Phalarodon atavus — Răng nón                                                                     |
|  |                                                                                                  |
|  | \| \| Phalarodon callawayi — Răng bẹt \| \| \| \| \| \| Phalarodon fraasi — Răng bẹt \| \| \| \| |
|  |                                                                                                  |
|  | Phalarodon callawayi — Răng bẹt                                                                  |
|  |                                                                                                  |
|  | Phalarodon fraasi — Răng bẹt                                                                     |
|  |                                                                                                  |

|  | Phalarodon callawayi — Răng bẹt |
|  |                                 |
|  | Phalarodon fraasi — Răng bẹt    |
|  |                                 |